# Т-90
Т-90 «Владимир» — российский основной боевой танк семейства Т-72, принятый на вооружение в 1992 году под именем Т-90 (Индекс ГАБТУ "Объект-188"). Представляет собой модернизацию танка Т-72Б с целью доведения его до уровня боевых возможностей танка Т-80У.
В 1999 году танку было присвоено словесное название «Владимир». В период с 2001 по 2010 годы танк Т-90 стал самым продаваемым на мировом рынке новым основным танком.

## Краткая история
9 июня 1986 началась разработка этого танка, целью которой было объединение основных боевых танков Т-64, Т-72 и Т-80, и создание на их базе единого современного танка, способного стать надёжной и долговременной платформой для будущих модификаций. Танк разрабатывался под обозначением «Объект 188», при этом за основу был взят танк Т-72Б («Объект 184»).
В апреле 1988 года были изготовлены первые корпуса танка.
В 1989 году под руководством главного инженера Владимира Поткина танк был передан на ГСИ, которые прошли успешно.
В марте 1991 года танк был рекомендован для принятия на вооружение Вооружённых сил СССР под обозначением Т-72БУ. Президентом РФ Борисом Ельциным во время посещения Уралвагонзавода в 1992 году было принято решение переименовать его в Т-90, как новый танк новой России.
В октябре 1992 года Т-90 был принят на вооружение российской армии.
В 1999 году после смерти главного конструктора танка Владимира Поткина решением Правительства России танку Т-90 было присвоено словесное название «Владимир».
В 2004 году завершилась разработка новой модернизации танка, а в 2005 году он был принят на вооружение армии России под наименованием Т-90А.
В 2010—2011 годах была создана модификация Т-90АМ (и Т-90СМ) под индексом «Прорыв-2' на которой отрабатывался облик и элементы конструкции нового танка.
В 2018 году на выставке «Армия-2018» впервые был показан новый танк Т-90М «Прорыв-3» в своём финальном облике.
В 2020 году новая версия танка под наименованием Т-90М «Прорыв» была принята на вооружение армии России.

## Разработка

### Т-90 «Владимир»
Экспортная версия этого танка называется Т-90С.
19 июня 1986 года согласно постановлению ЦК КПСС и Совета министров СССР № 741—208 специалисты УКБТМ приступили к проектированию нового танка под обозначением «Объект 188». Конструкторы, по словам Владимира Поткина, вложили в неё полный опыт боевых испытаний и войсковой эксплуатации танков Т-72. «Объект 188» разрабатывался параллельно со значительно более совершенным экспериментальным танком «Объект 187», оба объекта проходили по программе доведения танка Т-72Б до уровня Т-80У и Т-80УД. Бронирование Т-72Б поздних серий (образца 1989 года) соответствовало данному уровню, а главным недостатком являлось отсутствие автоматизированной системы управления огнём. Очень простой и надёжный прицельный комплекс 1А40-1 уже не обеспечивал современных требований, предъявляемых к танкам. Для увеличения огневой мощи танка планировалось установить на него новую СУО. Решением стало установка комплекса управления огнём 1А45 «Иртыш», отработанного на танках Т-80У и Т-80УД. Его доработали для функционирования совместно с автоматом заряжания танка Т-72. Доработанный комплекс получил обозначение 1А45Т. Комплекс управляемого вооружения 9К119 «Рефлекс» позволил увеличить дальность огня до 5000 м по целям, движущимся со скоростью до 70 км/час. В отличие от Т-72Б, «Объект 188» мог стрелять ракетой на ходу со скоростью до 30 км/час. Впервые в мире на машине был установлен комплекс оптико-электронного подавления ТШУ-1. Разработчики защиты пришли к выводу, что самый лучший способ отражения «умных» боеприпасов — вообще не допускать их попадания.
В апреле 1988 года были изготовлены первые корпуса «Объекта 188».
В январе 1989 года «Объект 188» был представлен на государственные испытания. В течение полугода они были опробованы в Московской, Кемеровской и Джамбульской областях, а также на полигоне Уралвагонзавода. Испытания показали высокую надёжность нового танка.
27 марта 1991 года совместным решением Министерства обороны и оборонной промышленности танк был рекомендован для принятия на вооружение Вооружённых Сил СССР под обозначением Т-72БУ ,при этом развитие проекта «Объект 187» пришлось свернуть. Однако последующий период в жизни страны и выводы, сделанные по получении результатов боевого использования в операции «Буря в пустыне» танков типа Т-72, не дали возможности принять окончательное решение. К тому же в декабре 1991 года перестал существовать Советский Союз.
В июле 1992 года после приезда на Уралвагонзавод президента России Бориса Ельцина разработка танка продолжилась.
20 сентября 1992 года начались повторные испытания «объекта 188» с учётом опыта боевого применения танков Т-72 в ходе операции «Буря в пустыне». КБ «Уралвагонзавода» произвело доработки «объекта 188» — установлен комплекс оптико-электронного подавления ТШУ-1 «Штора-1».
30 сентября 1992 года заводские цеха покинул первый «Объект 188» установочной партии.
5 октября 1992 года постановлением Совета Министров Российской Федерации № 759-58 основной боевой танк Т-90 принят на вооружение российской армии под обозначением Т-90. Спустя месяц началось его серийное производство. Чаще всего появление Т-90 приписывали желанию Ельцина иметь «первый российский танк», против чего не возражали ни руководство УКБТМ, ни председатель государственной комиссии Николай Шабалин.
Серийное производство танка Т-90 началось в 1992 году. До конца 1992 года Уралвагонзавод выпустил 13 танков установочной серии. В 1992—1998 годах было выпущено около 120 танков Т-90 для ВС России. В связи со снижением финансирования вооружённых сил производство танков остановилось и было возобновлено лишь в 2001 году после подписания экспортного контракта с Индией от 18 февраля 2001 года. В 2001 году в Индию были поставлены первые 40 танков Т-90С и в 2002 году 84 танка Т-90С, что дало возможность покупателю сформировать четыре танковых батальона.

### Т-90А
Экспортная версия этого танка называется Т-90СА.
В 2004—2006 годах танк был существенно модернизирован и возобновилось его производство для Вооружённых Сил России под индексом Т-90А. В 2005 году Т-90А был официально принят на вооружение ВС России. Было выпущено 32 танка Т-90А образца 2004 года и 337 танков образца 2006 года, в том числе около 80 Т-90АК с 2004 по 2011 год.
Т-90А, модернизированная версия Т-90 (первоначально «объект 188А1»), поступившая в производство с 2004 года, имеет ряд важных усовершенствований:
- в качестве ночного прицела установлен ПНВ с ЭОП 3-го поколения «Буран-М» на модификации 2004 года, впоследствии на модификации 2006 года начали устанавливать современный тепловизор второго поколения «ЭССА» с французской матрицей Thales «Catherine FC», стабилизированный в двух плоскостях, интегрированный с основным прицелом и каналом дальномера, что позволило увеличить дальность видимости в ночное время с 1800 до 4000 м[21];
- прежняя литая башня заменена на усиленную сварную с габаритом бронирования в 950 мм, что значительно увеличило защищённость танка;
- улучшен автомат заряжания, способный вмещать снаряды длиной до 740 мм[22];
- вместо 840-сильного двигателя установлен 1000-сильный дизель В-92С2;
- новое орудие 2А46М-5 сокращает рассеивание на 15 %.
- заменён стабилизатор орудия, что вдвое повысило скорость наведения и улучшило точность стрельбы с хода.

### Т-90АМ
Экспортная версия этого танка называется Т-90СМ.
Т-90АМ («Прорыв-2») является модификация танка Т-90А. Модернизированная башня по проекту НИОКР «Прорыв-2». Установлены: система управления огнём «Калина», улучшенная пушка 2А46М-5, дистанционно управляемая зенитная установка «УДП Т05БВ-1», а также динамическая защита «Реликт». Впервые в истории российского танкостроения применено управление на основе штурвала, а также установлена система автоматического переключения передач с возможностью перехода на ручное. На танк устанавливается моноблочная силовая установка В-92С2Ф мощностью 1130 л. с. В танке используются сразу две системы навигации: спутниковая и инерционная. Такая комбинация позволит экипажу отслеживать координаты своей машины даже в условиях местности с ограниченными возможностями функционирования каналов связи.

### Т-90М «Прорыв»
Экспортная версия этого танка называется Т-90МС.
Т-90М «Прорыв» («Прорыв-3») новая модификация Т-90А, созданная в ходе опытно-конструкторской работы «Прорыв-3». Работа по конструированию этого танка в рамках проекта «Объект 188М» стартовала в начале 2010-х годов. Впервые был представлен публике на международном военно-техническом форуме «Армия-2018».
В 2017—2019 годах Министерство обороны РФ заключило три контракта на танки Т-90М суммарным объёмом свыше 160 машин. Первые два контракта на поставку 60 машин, из которых 10 новых и 50 модернизированных из Т-90 ранних модификаций. Третий на модернизацию стоящих на вооружении Т-90А до уровня Т-90М. Первые машины Т-90М переданы в ВС РФ весной 2020 года. В начале 2021 года УВЗ приступил к серийному производству Т-90М.

## Описание конструкции
Т-90СМ на выставке RAE-2013
Т-90 имеет классическую компоновку, с размещением отделения управления в лобовой части, боевого отделения — посередине и моторно-трансмиссионного отделения — в кормовой части. Экипаж Т-90 состоит из трёх человек — механика-водителя, размещающегося по продольной оси танка в отделении управления и наводчика с командиром, находящихся в башне слева и справа от орудия, соответственно.

### Система управления огнём и прицельные приборы
Т-90
Оснащается унифицированным с Т-80У комплексом управления огнём (КУО) 1А45Т, в который входит прицельный комплекс Т01-К01 с ПНВ с ЭОП 2-го поколения ТПН-4 «Буран-ПА». КУО танка Т-90 показала следующие возможности боевой стрельбы. Сильно бронированные цели на дальности до 5 км танк Т-90 поражает с ходу (до 30 км/ч) с большой вероятностью попадания первым выстрелом. За время государственных испытаний было произведено 24 пуска ракет на дальностях 4—5 км, и все они попали в цель (все пуски ракет производились неопытными бойцами), опытный наводчик за 54 секунды в движении на скорости 25 км/ч поразил снарядами 7 реальных бронированных целей, расположенных на дальностях 1500—2500. В сходных условиях «Леопард-2» поразил на 1, а Абрамс — на 2 цели меньше.
Т-90А
Ведение огня из основного и вспомогательного вооружения Т-90А осуществляется комплексом управления огнём 1А45Т.
Основным средством наведения на цель пушки и спаренного пулемёта является входящий в состав системы управления огнём информационно-вычислительный дневной комплекс наводчика 1А43. Он, в свою очередь, состоит из прибора наведения 1Г46, баллистического вычислителя 1В528-1 и комплекта автоматических датчиков, определяющих условия стрельбы.
Прицельно-дальномерный прибор наведения 1Г46 служит непосредственно для наведения оружия на цель и объединяет в себе перископический прицел с плавно регулируемым в пределах 2,7-12Х увеличением, лазерный дальномер, определяющий дальность в диапазоне 400—5000 м, систему их стабилизации в двух плоскостях и комплексом управляемого ракетного вооружения. Электронный танковый баллистический вычислитель 1В528-1 осуществляет автоматическое вычисление необходимого угла возвышения ствола и горизонтального упреждения при стрельбе по движущейся цели, корректировку этих параметров с учётом метеорологических условий, определяемых комплектом датчиков и осуществляет автоматическую наводку оружия в соответствии с этими данными. Помимо этого, как и на остальных советских танках, орудие Т-90А оснащается боковым уровнем и азимутальным указателем для ведения огня полупрямой наводкой и с закрытых позиций.
Командир танка располагает прицельно-наблюдательным комплексом Т01-К04, обеспечивающим ведение огня из зенитной пулемётной установки, а также, в дублированном режиме — из основного вооружения. В состав комплекса входит электронно-оптический дневной/ночной перископический прицел «Агат-МД», стабилизированный в двух плоскостях. Дневной канал наблюдательного прибора обеспечивает увеличение до 8Х, ночной — до 5,2Х. В ночных условиях работа прибора осуществляется в пассивном режиме, на дальности до 1000 м, за счёт усиления естественного освещения, либо в активном режиме, на дальности до 5000 м, за счёт подсветки цели инфракрасным прожектором ОТШУ-1-7. Кроме этого, для наведения зенитной пулемётной установки используется монокулярный телескопический оптический прицел ПЗУ-7.
Для стрельбы в ночных условиях Т-90А оснащается прицельным комплексом с ТПВ «ЭССА» (до 2006 года, танк оснащался ПНВ «Буран-М»), позволяющий распознавать мишени размером 2,3×2,3 м ночью. Комплекс состоит из стабилизированной в двух плоскостях тепловизорной камеры, при помощи которой как наводчик, так и командир могут осуществлять наблюдение за местностью с индивидуальных экранов, а также производить управление вооружением при помощи стандартной системы управления огнём.
Экспортный вариант танка Т-90СА имеет аналогичную с Т-90 систему управления огнём, но с множеством модернизаций.
Т-90М
Имеет комплекс управления огнём (КУО) «Калина» танка Т-90М и Т-90СМ . СУО, позволяет экипажу поражать движущиеся цели, в том числе когда танк сам находится в движении, с высокой вероятностью попадания в цель с первого выстрела почти при любых погодных условиях. Орудие обеспечивает минимум на 15 % большую точность. Установлена система боевого управления и система навигации, которая может быть интегрирована вплоть до уровня дивизии. Четыре телекамеры обеспечивают почти круговой обзор, передавая изображения на мониторы командира и наводчика. Каждая камера имеет поле зрения 95 градусов по азимуту и 40 градусов по углу места.

### Гладкоствольная пушка

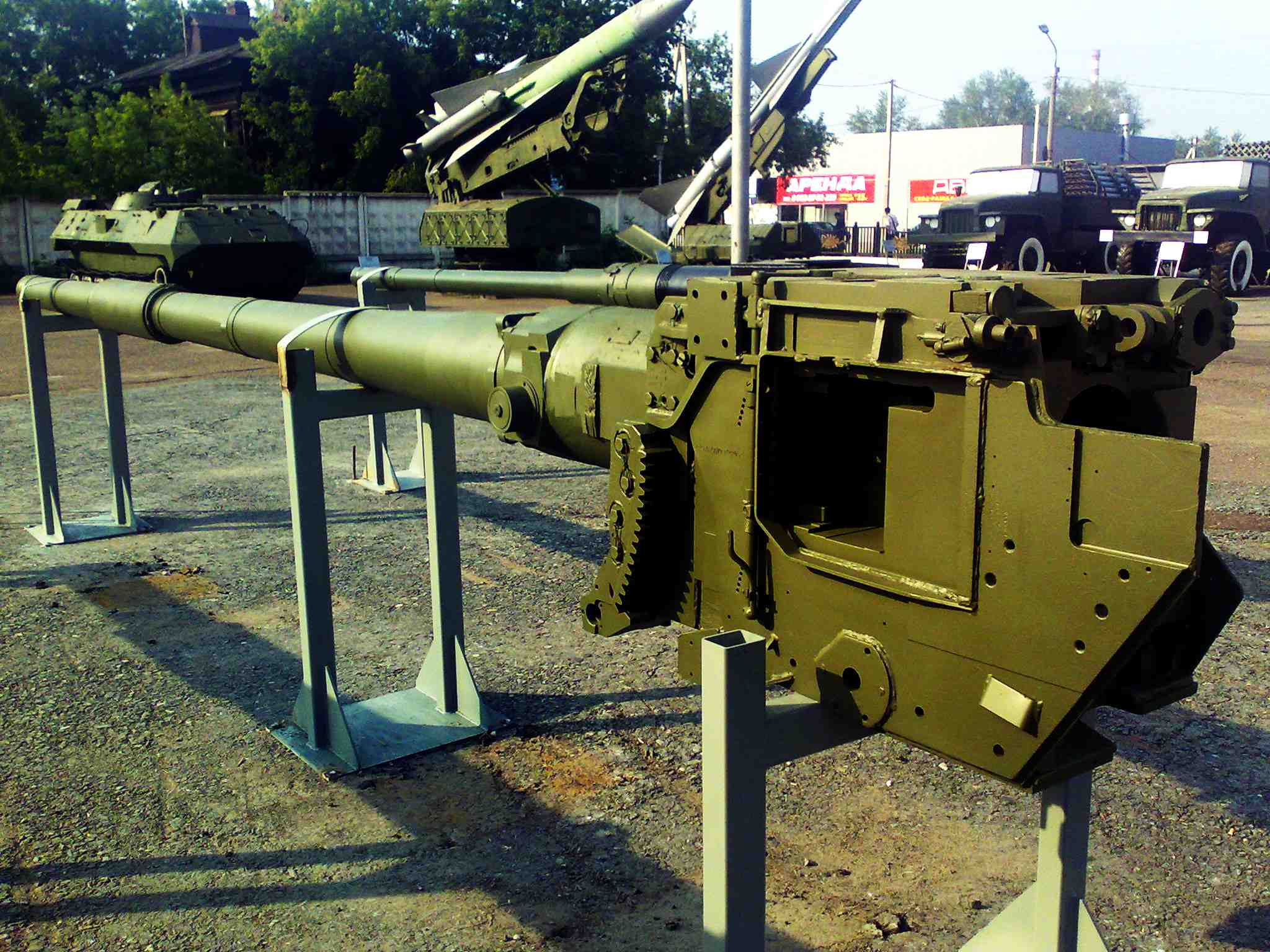
Танковая пушка 2А46М-1 в музее ОАО «Мотовилихинские заводы»

Основным вооружением Т-90А(СМ) является 125-мм гладкоствольная пушка 2А46М-5, размещённая в спаренной с пулемётом установке на цапфах в лобовой части башни и стабилизированная в двух плоскостях системой 2Э42-4 «Жасмин». Новое орудие 2А46М-5 сокращает рассеивание на 15 %. В отличие от 2А46М, ствол хромирован, оснащён эжектором, термозащитным кожухом и системой учёта теплового изгиба ствола пушки, позволяющей, не выходя из танка, проверить линию прицеливания. Длина ствола орудия составляет 48 калибров. Пушка снабжена автоматом заряжания и способна вести огонь ПТУР. Автомат заряжания Т-90, размещённый на вращающемся полике башни, — электромеханический, карусельного типа, аналогичный установленному на Т-72, но с системой управления в автоматическом режиме с места командира. Время заряжания выстрела АЗ одного типа — 6,5 секунд, ПТУР — 8 секунд, время смены типа выстрела — не более 12 сек. Полная перезарядка автомата заряжания составляет 13-15 минут.
Боекомплект пушки Т-90А (СА) состоит из 42 (43, 40 на других модификациях) выстрелов раздельно-гильзового заряжания, из которых 22 находятся в автомате заряжания, а ещё 20 — в укладках в корпусе и башне танка и могут быть вручную перемещены экипажем в автомат заряжания по мере расходования боеприпасов в нём либо непосредственно заряжены в орудие. Т-90 способен вести огонь широким ассортиментом боеприпасов четырёх типов — бронебойными подкалиберными 3БМ42, 3БМ46 и 3БМ42М, 3БМ59, 3БМ60 для Т-90А с усовершенствованным АЗ; кумулятивными ЗБК29М, 3БК31; осколочно-фугасными снарядами ЗОФ26 с системой дистанционного подрыва «Айнет», с электронным взрывателем 3ВМ-12, обеспечивающим подрыв ОФС в заданной точке траектории, это повышает эффективность ведения огня по зависающим вертолётам и живой силе в окопах; управляемыми ракетами, которые могут быть заложены в боекомплект в любом соотношении.

### Комплекс управляемого вооружения
Помимо традиционного артиллерийского вооружения, Т-90 имеет возможность стрельбы ПТУР «Инвар-М». Пуск ракет осуществляется при помощи основного орудия танка, наведение ракет осуществляется по лазерному лучу в полуавтоматическом режиме. Комплекс управляемого вооружения Т-90 позволяет вести стрельбу с вероятностью попадания, близкой к единице, по неподвижным или движущимся — со скоростью до 70 км/ч целям на дистанции от 100 до 5000 м, с места и в движении — со скоростью до 30 км/ч. Это обеспечивает ему намного большую эффективную дальность поражения цели, чем у танков, оснащённых только артиллерийским вооружением, для которых, даже при наиболее современных прицельных средствах, эффективная стрельба по целям типа «танк» на дистанции более 2500 м уже серьёзно затруднена.
Комплекс управляемого вооружения состоит из лазерного канала управления с баллистическим вычислителем, блока автоматики и выстрелов с управляемыми ракетами для танковой пушки. Выстрелы с управляемыми ракетами марки 3УБК14 или 3УБК20 имеют те же габариты, что и стандартные 125-мм артиллерийские выстрелы и состоят из твердотопливной ракеты и уменьшенного метательного заряда, необходимого для придания начальной скорости ракете, а также обеспечения отката пушки и открытия её затвора после выстрела.

### Вспомогательное вооружение

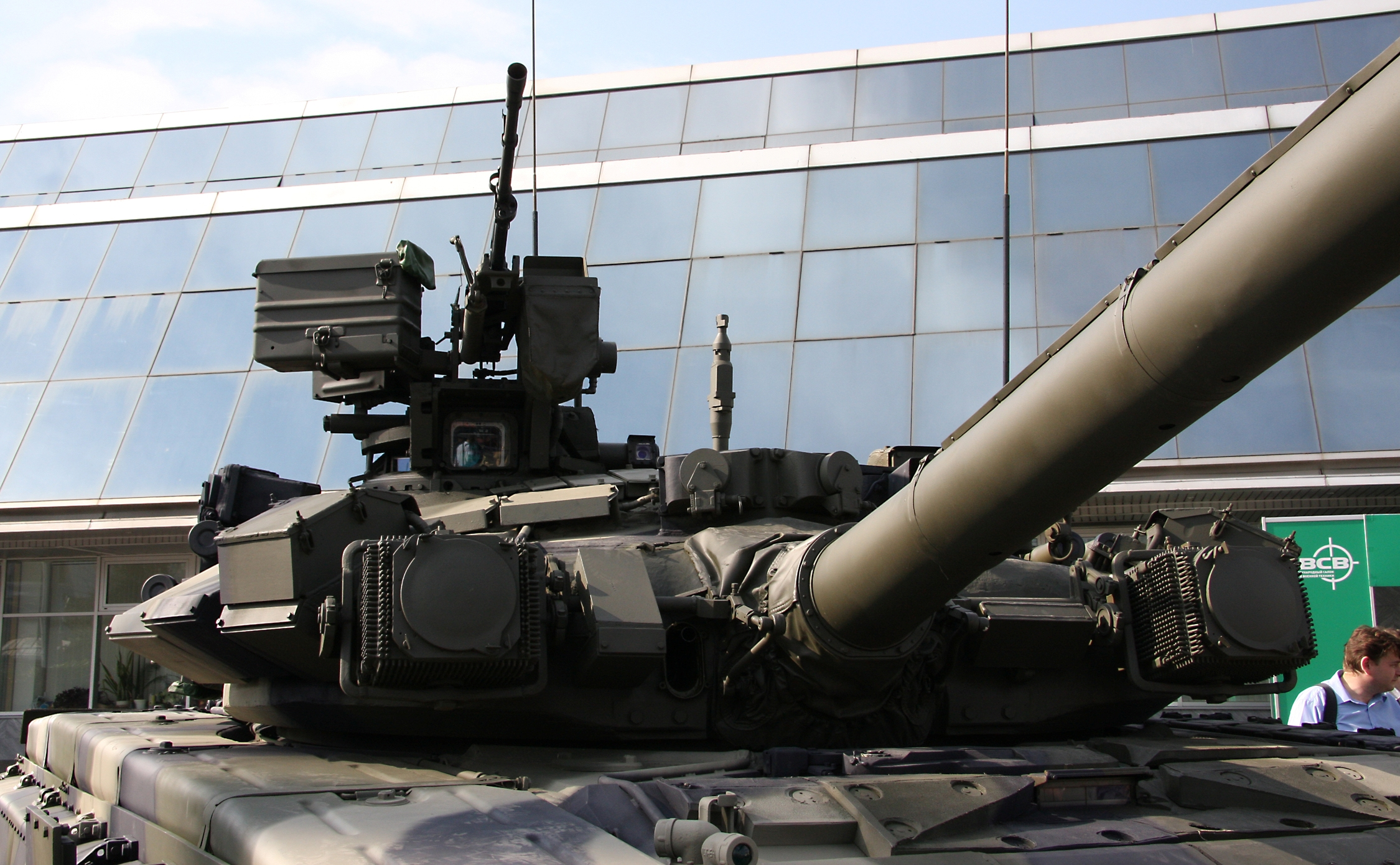
Башня Т-90К: слева от пушки установлен спаренный пулемёт калибра 7,62-мм, на крыше башни — крупнокалиберный зенитный пулемёт калибра 12,7-мм

Вспомогательное вооружение Т-90 состоит из спаренного пулемёта, зенитной пулемётной установки и личного оружия экипажа. В спаренной с пушкой установке размещается 7,62-мм пулемёт ПКТМ. Боекомплект пулемёта состоит из 2000 патронов в восьми лентах по 250 штук, боевая скорострельность составляет около 250 выстрелов в минуту.
Зенитная пулемётная установка размещается на крыше башни на командирской башенке и представляет собой дистанционно наводимый автономный 12,7-мм пулемёт, НСВТ «Утёс» на танках первых выпусков или 6П49 «Корд» — на поздних машинах. Наведение пулемёта в горизонтальной и вертикальной плоскости осуществляется при помощи электромеханического привода. Боекомплект пулемёта составляет 300 патронов в двух лентах по 150 штук.

### Бронирование
Т-90 имеет резко дифференцированную противоснарядную броневую защиту. Броневой корпус Т-90 — сварной, башня — литая на Т-90(С) и сварная на Т-90А (СА, АМ, СМ).
Т-90А на репетиции парада Победы на полигоне в Алабине 12 апреля 2013.
Основным материалом корпуса является броневая сталь; верхняя лобовая плита корпуса, а также лобовая часть башни в пределах курсовых углов ±35° состоят из комбинированной брони. Частично, многослойную конструкцию имеют также борта и крыша башни и бортовые бронеплиты корпуса. Башня Т-90А — сварная, изготовлена из стальной брони средней твёрдости, которая на 10—15 % превосходит по противоснарядной стойкости литую броню средней твёрдости.
Форма броневого корпуса Т-90 и его компоновка не изменились по сравнению с Т-72, хотя защищённость нового танка и возросла по сравнению с предшественником за счёт применения более современной композитной брони и увеличения габаритов бронирования. Корпус Т-90 имеет коробчатую форму, с клиновидной носовой частью со стандартным для основных советских боевых танков углом наклона к вертикали верхней лобовой плиты 68°. Борта корпуса вертикальные, верхняя их часть состоит из броневых плит, нижняя же образована краями днища. Корма корпуса имеет обратный наклон. Крыша корпуса состоит из нескольких катаных броневых листов, днище корпуса же — цельноштампованное, сложной формы. Башня на Т-90А имеет лобовые детали, горизонтально отклонённые назад на 60°.
Наполнитель лобовых деталей корпуса и башни Т-90(С) аналогичен применяемому наполнителю на Т-72Б и состоит из пакетов наполнителя на основе блоков спецбронирования с отражающими листами, данный наполнитель относится к полуактивному типу.
Крыша башни частично закрыта ДЗ на всех модификациях. лобовая броня против БПС 800—830 мм.

### Активная защита
Помимо традиционного бронирования и динамической защиты, Т-90 оборудован активной защитой, состоящей из комплекса оптико-электронного подавления «Штора-1». Комплекс предназначен для защиты от поражения танка противотанковыми управляемыми ракетами и состоит из станции оптико-электронного подавления и системы постановки завес. Станция оптико-электронного подавления предназначается для защиты от ракет с полуавтоматической системой наведения и состоит из двух инфракрасных прожекторов ОТШУ-1-7, двух модуляторов и пульта управления.
Система постановки завес предназначена для противодействия управляемым ракетам с лазерным самонаведением или полуавтоматическим наведением по лучу лазера, а также препятствования работе лазерных дальномеров и постановки дымовой (аэрозольной) завесы. Система состоит из комплекса индикаторов лазерного излучения, включающего в себя два датчика грубого и два — точного определения направления, системы управления и двенадцати пусковых установок аэрозольных гранат. При обнаружении облучения танка лазерным излучением, система постановки завес обеспечивает определение направления облучения и оповещение экипажа, после чего автоматически или по указанию командира танка производит отстрел аэрозольной гранаты, при разрыве создающей аэрозольное облако, ослабляющее и частично отражающее лазерное излучение, нарушая работу систем наведения ракеты. Помимо этого, аэрозольное облако маскирует танк, выполняя функции дымовой завесы и может применяться специально для этой цели.

### Двигатель

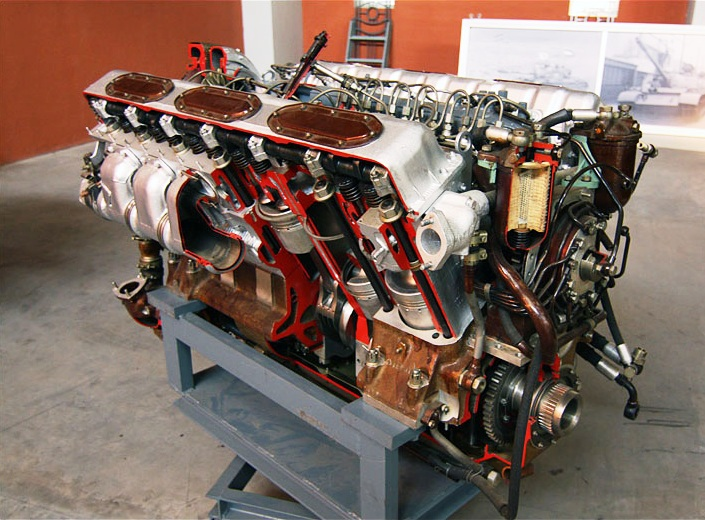
Двигатель В-92С2 производства ЧТЗ (в разрезе)

Т-90 ранних модификаций оснащены четырёхтактным V-образным 12-цилиндровым многотопливным дизельным двигателем модели В-84МС жидкостного охлаждения с непосредственным впрыском топлива и приводным центробежным нагнетателем. В-84МС развивает максимальную мощность в 840 л. с. при 2000 об/мин.
На Т-90 поздних выпусков, Т-90А/С, устанавливается двигатель модели В-92С2, представляющий собой модернизированный В-84 и отличающийся от него установкой турбонагнетателя (2x) и улучшенной конструкцией, что позволило повысить развиваемую двигателем мощность до 1000 л. с. при 2000 об/мин.

### Трансмиссия
Коробки передач планетарные с гидроуправлением. Трансмиссия обеспечивает 7 передач вперёд и одну назад. Поворот машины осуществляется включением пониженной передачи в коробке передач со стороны отстающей гусеницы. Привод управления коробками передач гидравлический с механическим приводом золотников. Привод тормоза механический, но при этом обеспечивающий эффективное торможение и остановку машины, удержание её даже на крутых подъёмах и спусках.

### Средства наблюдения, связи и навигации
Связь танка обеспечивается УКВ радиостанцией Р-163-50У и приёмником Р-163-УП с частотной модуляцией и шагом 1 КГц. Дальность связи на УКВ частотах 30,025 до 79,975 МГц достигает 20 км на двухметровую штыревую антенну.
Командирский танк дополнительно имеет КВ радиостанцию Р-163-50К («Арбалет-50К»), 2-30 МГц. Дальность связи на штыревую антенну в движении достигает 50 км. На стоянке дальность внешней связи на частотах от 2 до 18 МГц составляет до 350 км. Такая дальность достигается за счёт установки антенны «симметричный вибратор» на 11-метровую мачту.

### Эргономика
На некоторые Т-90 установлена система кондиционирования СКС-3. Гидроусилитель, износостойкий салон.

## Тактико-технические характеристики
| ТТХ модификаций Т-90                                  |                                          |                                          |                                          |                                          |              |
| Характеристики                                        | Т-90                                     | Т-90А                                    | Т-90С/СА                                 | Т-90АМ/СМ                                |              |
| Размеры                                               |                                          |                                          |                                          |                                          |              |
| Боевая масса, т                                       | 46                                       | 46,5                                     | 46,5                                     | 48,0                                     |              |
| Длина с пушкой вперёд, мм                             | 9530                                     | 9530                                     | 9530                                     | 9530                                     |              |
| Длина корпуса, мм                                     | 6860                                     | 6860                                     | 6860                                     | 6860                                     |              |
| Ширина общая, мм                                      | 3460                                     | 3460                                     | 3460                                     | 3460                                     |              |
| Высота по крыше башни, мм                             | 2228                                     | 2228                                     | 2228                                     | 2230                                     | 2230         |
| Забронированный объём танка, м³, в том числе:         | 11,04                                    | 11,04                                    | 11,04                                    | 11,04                                    |              |
| Отделение управления                                  | 2,0                                      | 2,0                                      | 2,0                                      | 2,0                                      |              |
| Боевое отделение                                      | 5,9                                      | 5,9                                      | 5,9                                      | 5,9                                      |              |
| Моторно-трансмиссионное отделение                     | 3,1                                      | 3,1                                      | 3,1                                      | 3,1                                      |              |
| Вооружение                                            |                                          |                                          |                                          |                                          |              |
| Пушка                                                 | 125-мм 2А46М                             | 125-мм 2А46М/2А46М-5                     | 125-мм 2А46М/2А46М-5                     | 125-мм 2А46М-5                           |              |
| Боекомплект, выстрелов                                | 43                                       | 42                                       | 42                                       | >40                                      |              |
| Управляемое вооружение                                | 9К119 «Рефлекс»                          | 9К119М «Рефлекс-М»                       | 9К119 «Рефлекс»                          | 9К119М «Рефлекс-М»                       |              |
| Прицельный комплекс                                   | 1Г46, ТПН-4/ТВП 1-го поколения           | 1Г46, ТВП 2-го поколения                 | 1Г46, ТВП 2-го поколения                 | СУО «Калина», ТВП 3-го поколения         |              |
| Спаренный пулемёт                                     | 7,62-мм ПКМТ                             | 7,62-мм ПКТМ                             | 7,62-мм ПКТМ                             | 7,62-мм ПКТМ                             | 7,62-мм ПКТМ |
| Боекомплект, выстрелов                                | 2000                                     | 2000                                     | 2000                                     | 2000                                     |              |
| Зенитный пулемёт                                      | 12,7-мм НСВТ-12,7                        | 12,7-мм НСВТ-12,7                        | 12,7-мм НСВТ-12,7                        | 7,62-мм 6П7К С УДП (Т05БВ-1)             |              |
| Боекомплект, выстрелов                                | 300                                      | 300                                      | 300                                      | 800                                      |              |
| Защищённость                                          |                                          |                                          |                                          |                                          |              |
| Тип башенной брони в лобовой части                    | литая с наполнителем (комбинированная)   | сварная с наполнителем (комбинированная) | сварная с наполнителем (комбинированная) | сварная с наполнителем (комбинированная) |              |
| Толщина башенной брони в лобовой части                | 850 мм                                   | 950 мм                                   | 950 мм                                   | 950 мм                                   |              |
| Тип брони корпуса в лобовой части                     | сварная с наполнителем (комбинированная) | сварная с наполнителем (комбинированная) | сварная с наполнителем (комбинированная) | сварная с наполнителем (комбинированная) |              |
| Толщина брони корпуса в лобовой части                 | 750 мм                                   | 750 мм                                   | 750 мм                                   | 750 мм                                   |              |
| Динамическая защита                                   | Контакт-5                                | Контакт-5                                | Контакт-5                                | Реликт                                   |              |
| Активная защита                                       | Штора-1                                  | Штора-1                                  | только датчики облучения                 | только датчики облучения                 |              |
| Подвижность и проходимость                            |                                          |                                          |                                          |                                          |              |
| Двигатель                                             | В-84МС, 840 л. с.                        | В-92С2, 1000 л. с.                       | В-92С2, 1000 л. с.                       | В-92С2Ф2, 1130 л. с.                     |              |
| Ёмкость топливных баков, л                            | 1200+400                                 | 1200+400                                 | 1200+400                                 | 1200+400                                 |              |
| Удельная мощность, л. с./т                            | 19-20                                    | 21,5                                     | 21,5                                     | 24                                       |              |
| Максимальная скорость по шоссе, км/ч                  | 60                                       | 65                                       | 65                                       | 65                                       |              |
| Максимальная скорость по пересечённой местности, км/ч | 40-45                                    | 45                                       | 45                                       | 45-50                                    |              |
| Запас хода по шоссе, км                               | 500                                      | 550                                      | 550                                      | 550                                      |              |
| Запас хода по пересечённой местности, км              |                                          |                                          |                                          |                                          |              |
| Удельное давление на грунт, кг/см²                    | 0,85                                     | 0,91                                     | 0,91                                     | 0,98                                     |              |

## Интеграция Т-90МС с Арматой Т-14 в сценарии «сетецентрической войны»
Издание National Interest, проанализировав видеоматериалы и интервью конструкторов по Армате Т-14, заявило, что версия Т-90МС с помехоустойчивыми GPS/GLONASS приёмником, а также подключённая к «battle network» (вероятно речь идёт об ЕСУ ТЗ) интегрирована с Т-14. Действительно, ранее множество источников заявляло о работах по установке оборудования навигации и связи для подключения Т-90 к ЕСУ ТЗ. Интегрированные с Арматой Т-14 бронемашины, такие, как Т-90МС, могут получать от неё целеуказание и сообщения об угрозах, так как Т-14 является не просто танком, а машиной тактической разведки целей на поле боя за счёт АФАР-радара и системы кругового инфракрасного наблюдения.
Боеспособность Т-90МС и защищённость в указанном сценарии сетецентрической войны резко возрастает, так как фактически задача сводится к уничтожению наводчиком танка уже разведанных целей по известному азимуту. Дальний радар Т-14 позволяет также предупреждать машины своего тактического звена о факте пуска ПТУР противником для принятия защитных мер как постановка завес. Наличие даже одной машины Т-14 в тактическом звене танков Т-90 резко сокращает угрозы от нападения вражеской авиации, так как импульсно-доплеровский радар Т-14 способен идентифицировать до 25 воздушных целей и через ЕСУ ТЗ передать секторы обстрела для секторальных установок ПВО, таких как ЗРК Сосна, ОСА и тому подобных.
Возможность работать по ЕСУ ТЗ в интеграции с самоходной артиллерией позволяет звену танков Т-90 эффективно бороться с пехотой и фортификациями противника передавая цели для обстрела осколочно-фугасными снарядами из САУ. Отсутствие необходимости ввиду этого перевозить существенный запас собственных осколочно-фугасных снарядов позволяет увеличить боекомплект бронебойных подкалиберных снарядов для уничтожения вражеской бронетехники.
Интеграция в ЕСУ ТЗ также резко сокращает проблему «дружественного огня», которая усугубляется массированным использованием мультиспектральных завес на поле боя при появлении на нём Т-14. Точное определение по ЕСУ ТЗ координат собственной техники гарантирует, что Т-14 не уничтожит случайно собственные Т-90МС из своего эскорта.

## Ремонтопригодность
Для Т-90 предусмотрены два вида ремонта: капитальный и текущий. Текущий ремонт производится по мере возникновения необходимости. При текущем ремонте Т-90 возвращается в работоспособное состояние в среднем за 2 часа. После пробега 2500 км осуществляется ТО продолжительностью 12 часов. После пробега 5000 км — 30 часов. Капитальный ремонт проводится после пробега 11 000 км, при этом ресурс гусениц составляет 6000 км.

## Модификации

### Т-90
- «Объект 188» (1989 г.) — опытный прототип танка разработки КБ транспортного машиностроения «Уралвагонзавод», главный конструктор Владимир Иванович Поткин.
- Т-90 «Владимир» (объект 188 1992 г.) — серийный вариант танка Т-90. СУО унифицирована с Т-80У, установлены прожекторы ОТШУ «Штора» и динамическая защита «Контакт-5». Конструкция башни и корпуса по типу Т-72Б. Рекомендован для принятия на вооружение Вооружённых сил СССР под обозначением Т-72БУ. Так, как отличия танка Т-72 от Т-90 составляло более 50 % ,то 5 октября 1992 года было принято решение о принятия этого танка на вооружение армии России под обозначением Т-90. После смерти главного конструктора танка Владимира Ивановича Поткина в 1999 году решением Правительства России танку Т-90 было присвоено словесное название «Владимир»[9]
- Т-90К (объект 188К) — командирский вариант Т-90. Оснащён КВ-радиостанцией Р-163-50К «Арбалет-К», навигационной аппаратурой (ТНА-4-3), артиллерийской буссолью ПАБ-2М и автономным агрегатом питания АБ-1-П/28,5-В-У. Принят на вооружение 3 июня 1994 года.
- Т-90С «Бхишма» (объект 188С) — экспортный вариант Т-90 для армии Индии 2000 года со сварной башней и двигателем В-92С2 (1000 л. с.). На танке отсутствуют прожекторы ОТШУ «Штора», вместо них установлены дополнительные блоки встроенной динамической защиты. С 2007 года установлен кондиционер.
- Т-90СК (объект 188СК) — командирский вариант Т-90С с дополнительным оборудованием связи и навигации.

### Т-90А
- Т-90А (объект 188А1) — серийная модификация Т-90, выпускавшаяся с 2004 по 2011 годы. Устанавливался двигатель В-92С2 мощностью 1000 л. с., улучшенная сварная башня повышенной стойкости вместо литой и пушка 2А46М-5. Было усилено бронирование верхней лобовой детали корпуса, улучшено тепловизионное оборудование, а также установлена новая система противопожарного оборудования. Первые 32 танка были оснащены прицелом ночного видения с ЭОП 3 поколения «Буран-М», с 2006 года устанавливалась ТВП второго поколения «ЭССА». Автомат заряжания доработан под размещение БПС С-1 и С-2. Увеличен на 100 л забронированный объём, протектированы топливные баки. Принят на вооружение 15 Апреля 2005 года.
- Т-90АК (объект 188А1К) — командирский вариант Т-90А, с дополнительным оборудованием связи и навигации, а также системой тактического управления боем. Принят на вооружение в 2006 году.
- Т-90А (объект 188А2) — вариант Т-90А с аппаратурой ПТК-Т-2.
- Т-90АК (объект 188А2К) — командирский вариант Т-90А с аппаратурой ПТК-Т-1.
- Т-90СА (объект 188СА) — вариант модификации танка Т-90А для армий Алжира, Ливии, Индии и др. Отличается установленным кондиционером и возможностью установки ОТШУ «Штора».
- Т-90СКА (объект 188СКА) — командирский вариант Т-90СА, с дополнительным навигационным оборудованием, системой связи и системой тактического управления боем «T-BMS».

### Т-90АМ
- Т-90АМ (объект 188АМ, «Прорыв-2») — модификация Т-90А[23][24]. Модернизированная башня по проекту НИОКР «Прорыв-2». Установлены: система управления огнём «Калина», улучшенная пушка 2А46М-5, дистанционно управляемая зенитная установка «УДП Т05БВ-1», а также динамическая защита «Реликт»[25]. Впервые в истории российского танкостроения применено управление на основе штурвала, а также установлена система автоматического переключения передач с возможностью перехода на ручное. На танк устанавливается моноблочная силовая установка В-92С2Ф мощностью 1130 л. с. В танке используются сразу две системы навигации: спутниковая и инерционная. Такая комбинация позволит экипажу отслеживать координаты своей машины даже в условиях местности с ограниченными возможностями функционирования каналов связи.
- Т-90АМК — командирский вариант Т-90АМ.
- Т-90СМ (объект 188СМ) — экспортный вариант танка Т-90АМ. Впервые публично был представлен 9 сентября 2011 года на полигоне НТИИМ в Нижнем Тагиле в рамках VIII международной выставки вооружений REA-2011[52].
- Т-90СМК — экспортный вариант танка Т-90АМК.
- Т-90МС «Тагил» — экспортный вариант танка Т-90АМ.

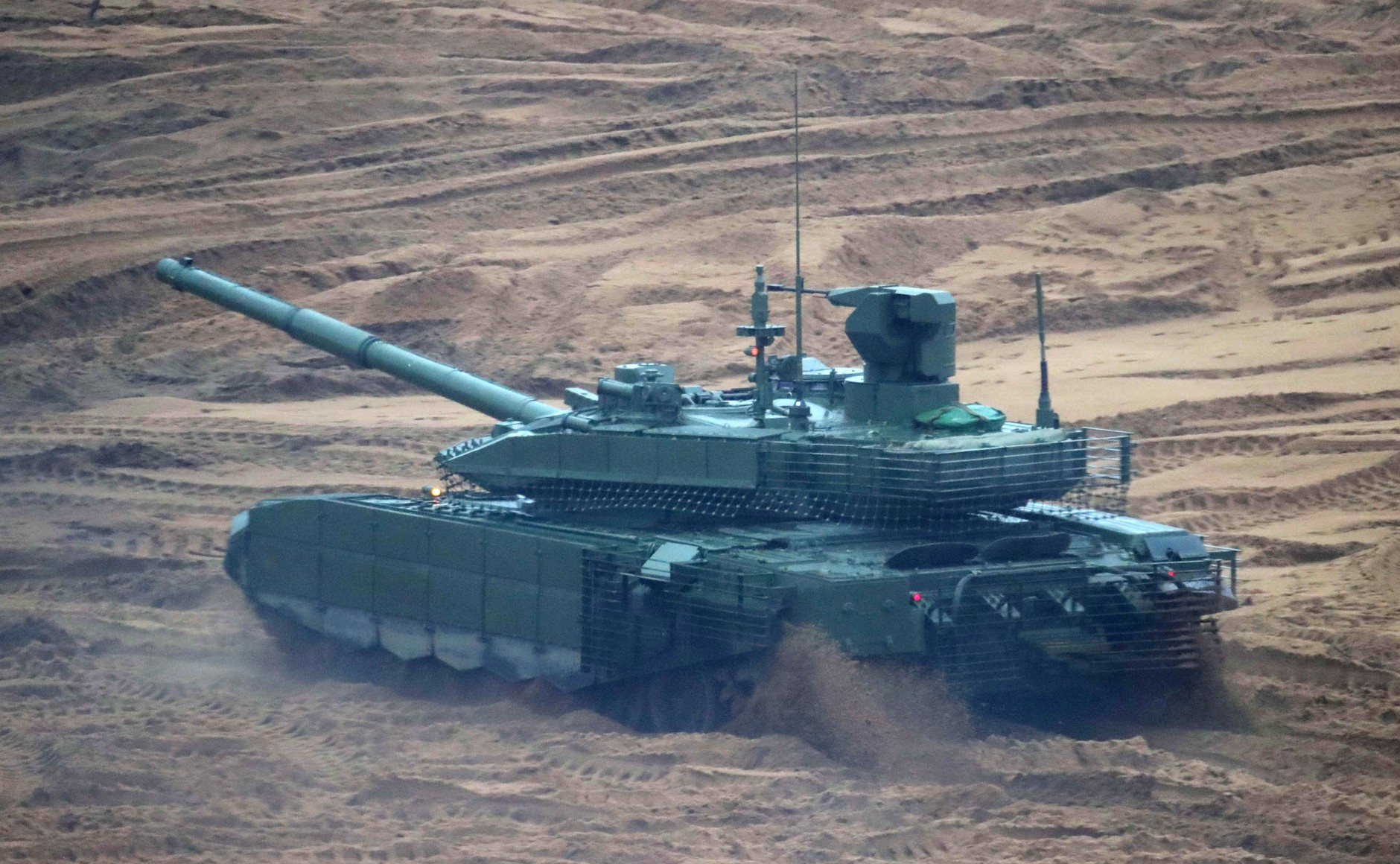
Т-90М. Учения Запад-2017

### Т-90М
- Т-90М[53] «Прорыв» (объект 188М, «Прорыв-3») — модификация Т-90А спроектированная в УКБТМ, входящего в научно-производственную корпорацию «Уралвагонзавод», в рамках НИОКР «Прорыв-3»[54]. Ключевым отличием данной модификации от прежних является башенный модуль новой конструкции с многослойным бронированием, с размещением боеукладки вне боевого отделения; помимо этого, на танк установлено другое орудие — 2А82-1М[55], высокоавтоматизированная система управления огнём «Калина», дистанционно управляемая модульная зенитная пулемётная установка «УДП Т05БВ-1» с 12,7-мм пулемётом «Корд МТ»[56], радиостанция Р-168-25У-2 «Акведук» и вспомогательная силовая установка ДГУ7-27[57]. Применено управление на основе штурвала и система автоматического переключения передач с возможностью перехода на ручное. На танк устанавливается моноблочная силовая установка В-92С2Ф мощностью 1130 л. с. Для защиты от огня противника машина оснащена противокумулятивными решётчатыми экранами и комплексом динамической защиты «Реликт». В корпусе танка, с целью повышения живучести, оптимизировано размещение топлива и боекомплекта, введены экраны, защищающие экипаж, боекомплект и оборудование от поражения вторичным потоком осколков. Установлен кондиционер, система вентиляции и обогрева[58]. Боевая масса 48 тонн. В октябре 2019 «Уралвагонзавод» заявил, что модернизированный танк Т-90М «Прорыв» может стать основным боевым танком в Вооружённых силах России.
- Т-90МС (объект 188МС) — экспортный вариант танка Т-90М. В отличие от Т-90М на танк устанавливается пушка 2А46М-5[59].

## Машины на базе Т-90
- БРЭМ-1М — бронированная ремонтно-эвакуационная машина;
- ИМР-3М — инженерный танк;
- УБИМ — инженерный танк;
- МТУ-90 — танковый мостоукладчик;
- МТУ-90М — танковый мостоукладчик;
- БМР-3М — бронированная машина разминирования;
- Терминатор — боевая машина поддержки танков;
- ТОС-1А «Солнцепёк» — реактивная система залпового огня;
- 2С35 «Коалиция-СВ» — 152-мм межвидовой артиллерийский комплекс;
- Проход-1 — управляемый робот-сапёр[60];
- Э300 — универсальное гусеничное шасси-платформа (2009 г.)[61];
- УМЗ-Г — универсальный минный заградитель.

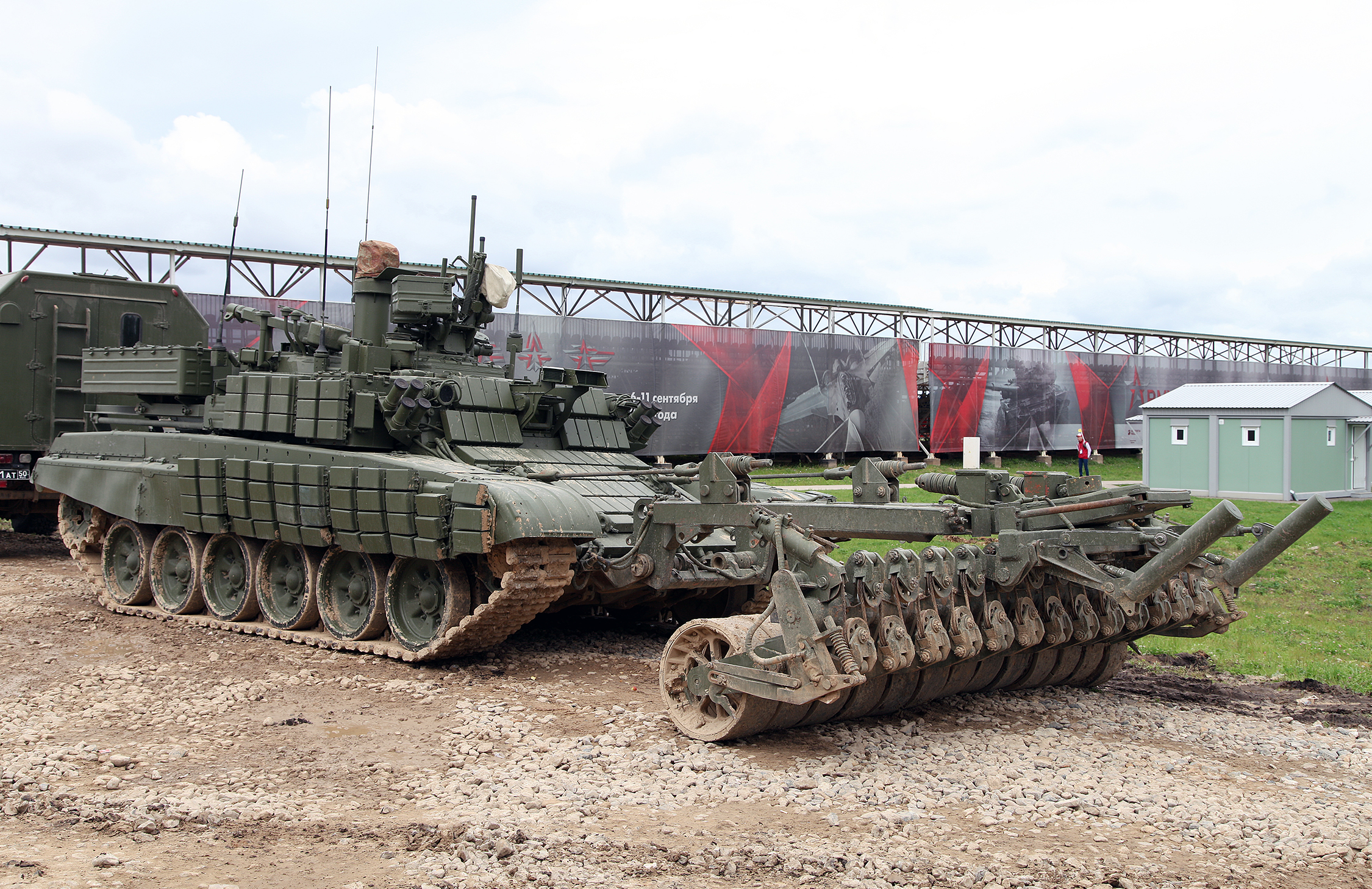
Проход-1
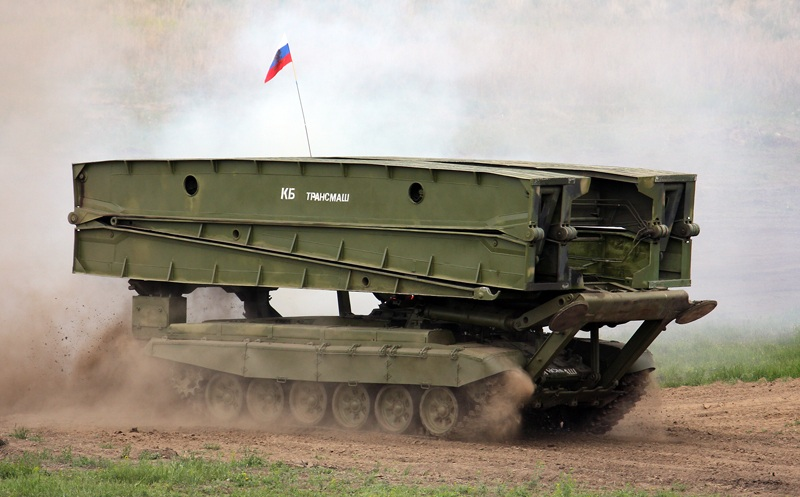
МТУ-90
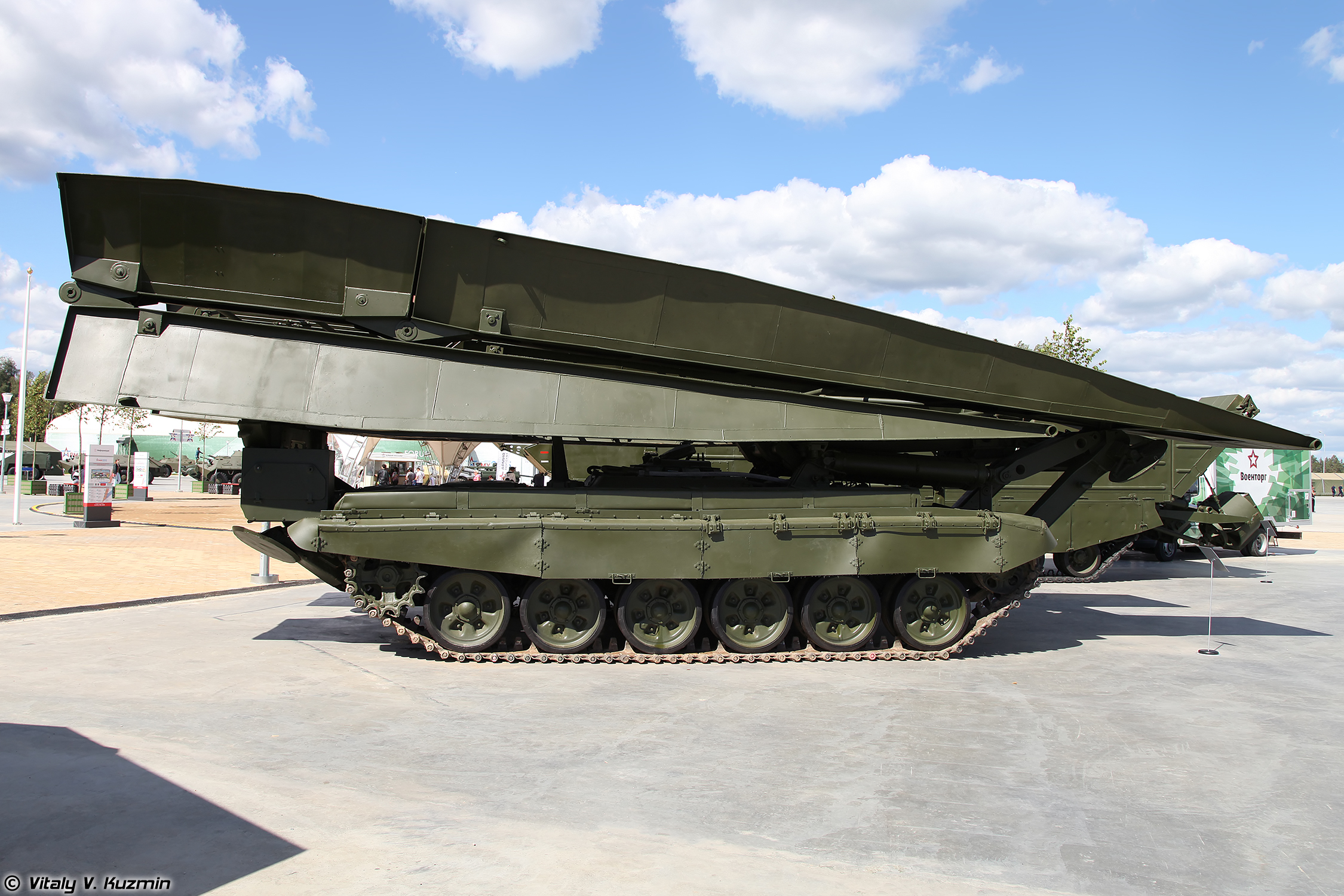
МТУ-90М
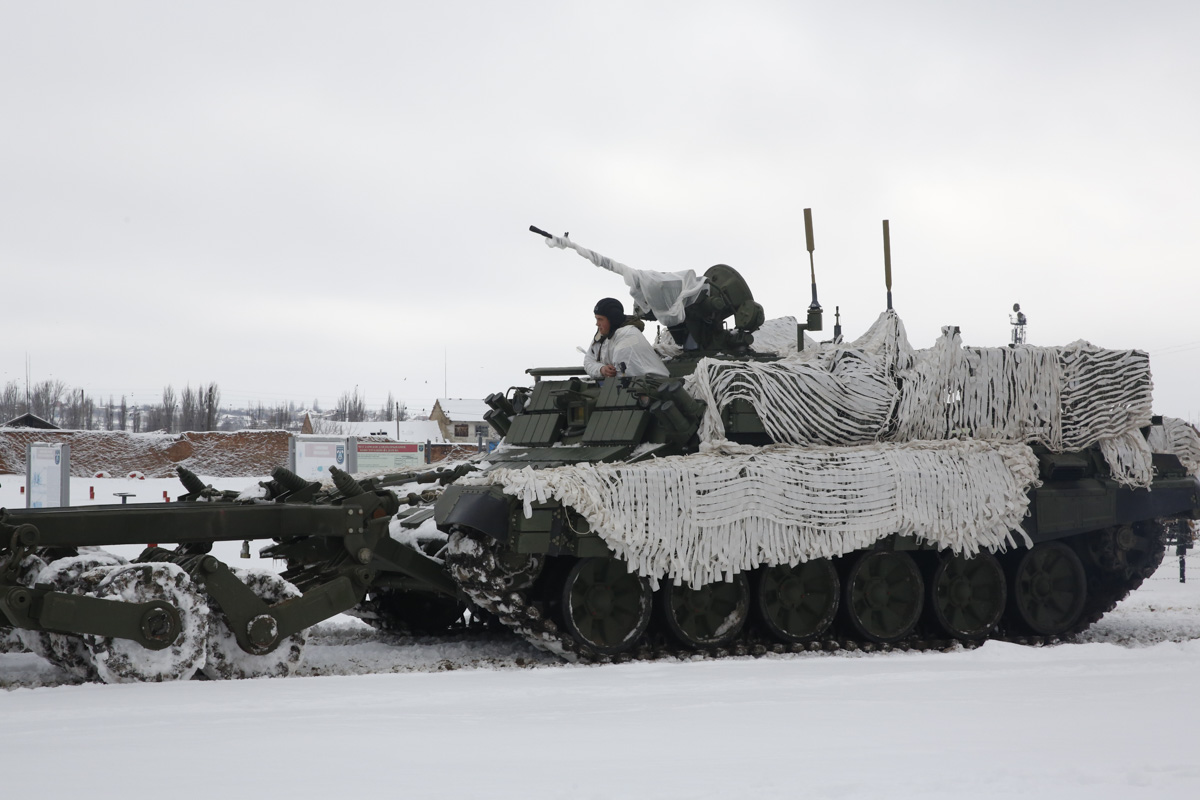
БМР-3М
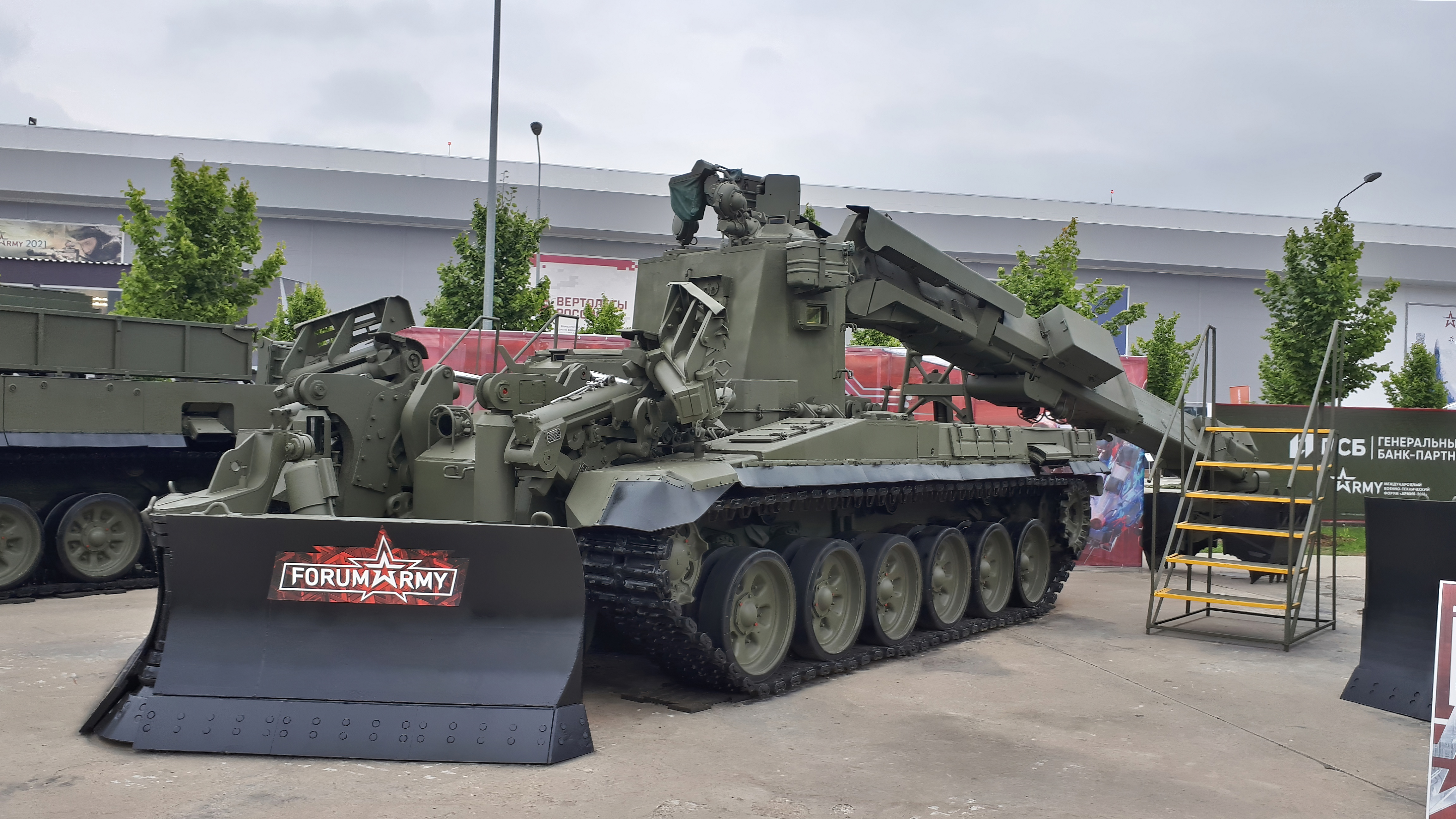
ИМР-3М
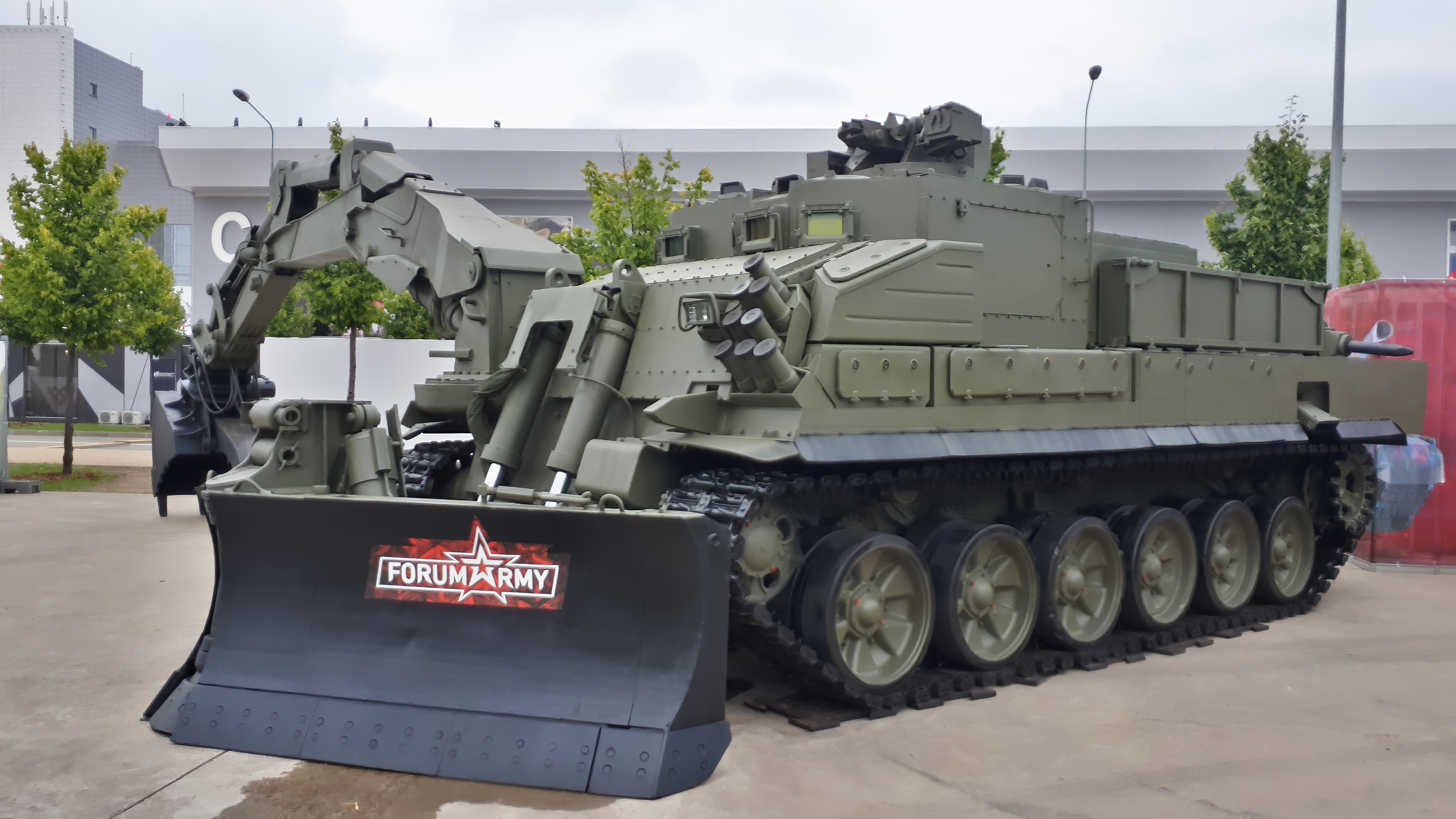
УБИМ
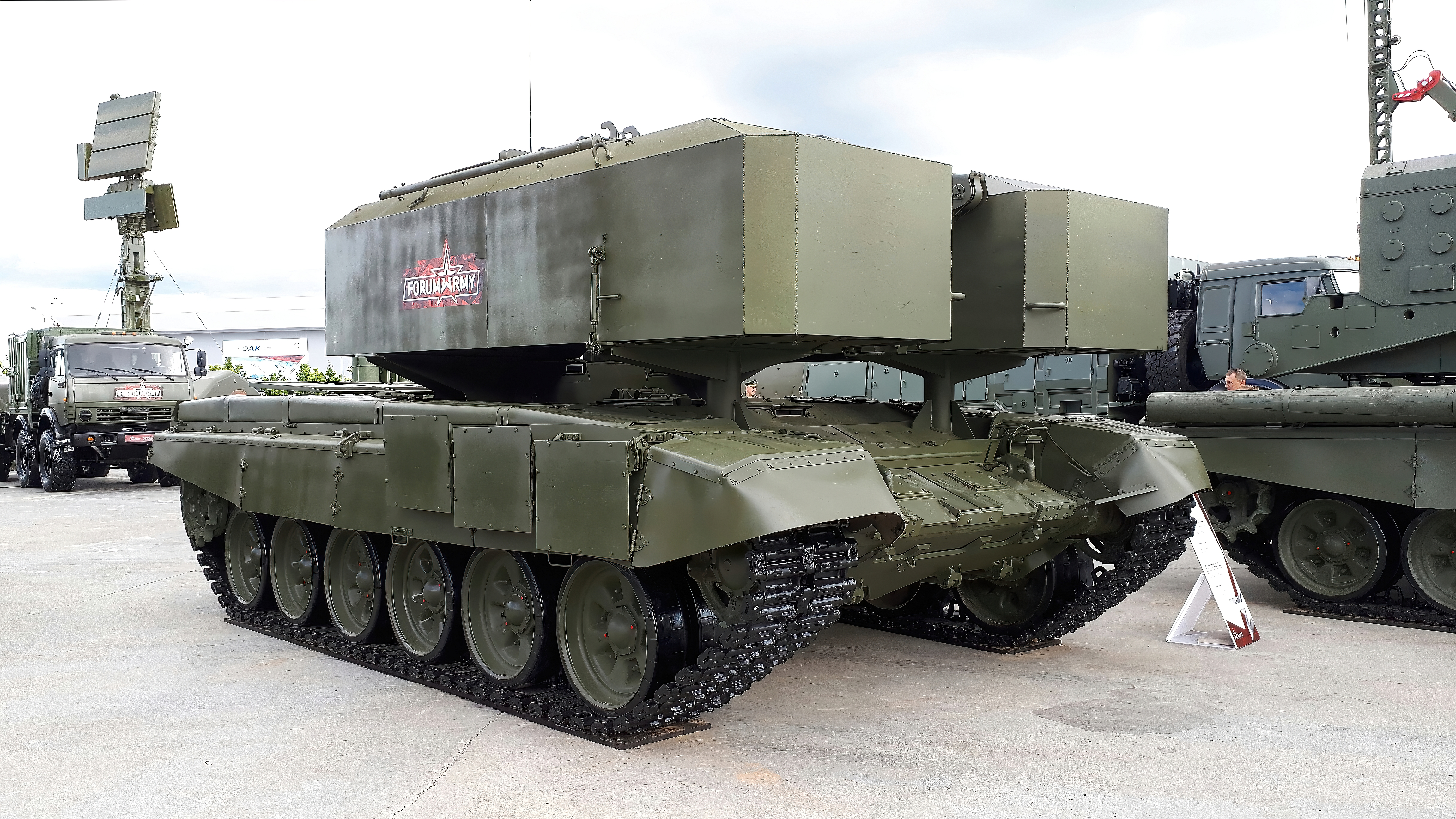
ТЗМ-Т для ТОС-1А

## Экспорт
Разрешение о продаже за рубеж экспортного варианта Т-90 под обозначением Т-90С было дано одновременно с принятием танка на вооружение 5 октября 1992 года. Несмотря на это, российский Департамент оборонной промышленности длительное время не допускал Т-90 на международные выставки вооружений, позволяя Уралвагонзаводу демонстрировать лишь Т-72С, что многими авторами связывается с лоббированием танка Т-80У, конкурировавшего с Т-72/Т-90 на международном рынке вооружений. Впервые разрешение на показ танка на выставке IDEX в Абу-Даби было дано только в 1997 году, однако и в тот раз информация о Т-90 не была представлена организаторам выставки ответственными за это служащими, в результате чего танк не был официально включён в её программу. Тем не менее, Т-90 всё же был успешно продемонстрирован на выставке и привлёк внимание иностранных военных специалистов.

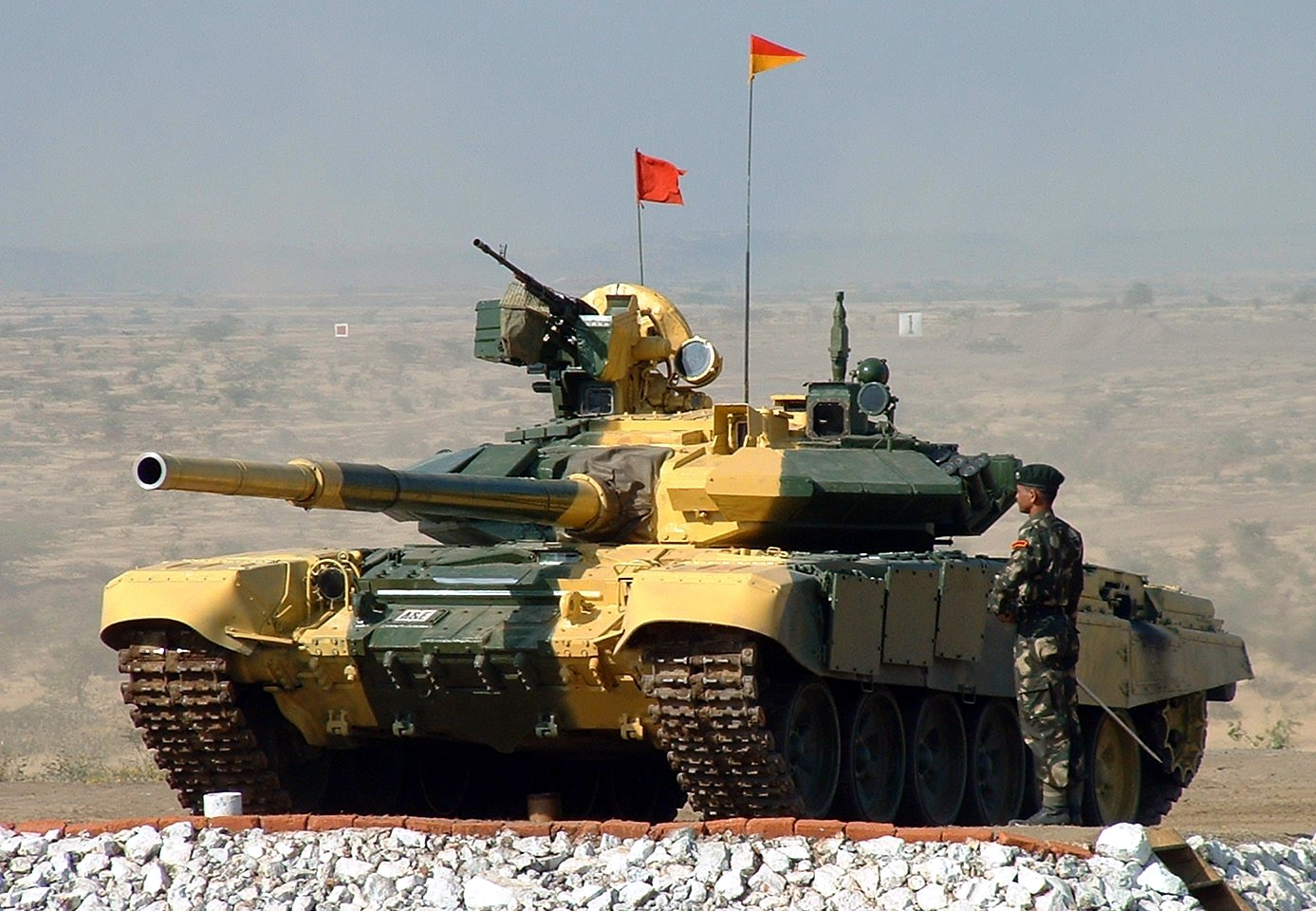
Т-90С «Бхишма» сухопутных войск Индии

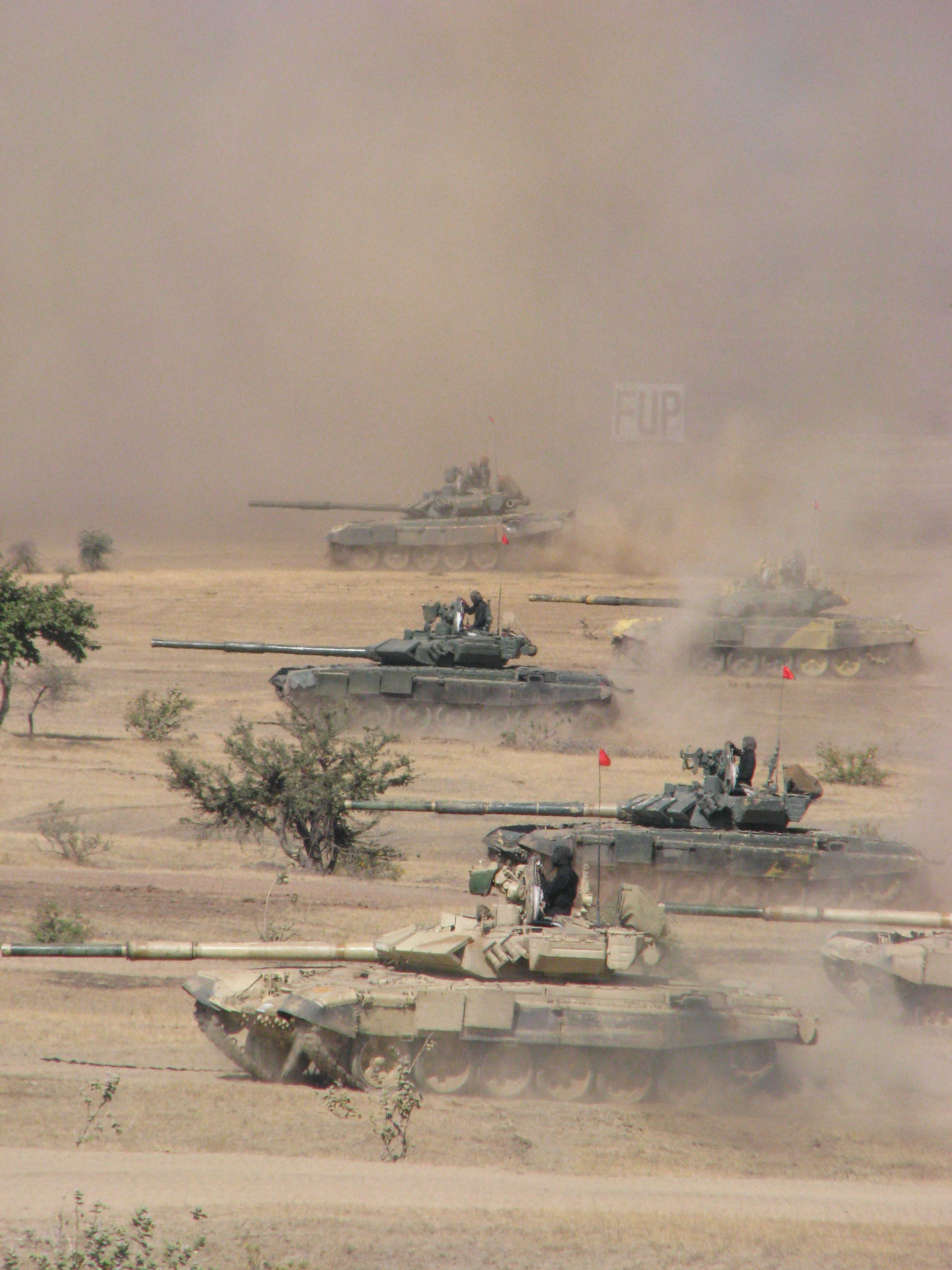
Т-90С «Бхишма» сухопутных войск Индии на учениях в пустыне Тар

Крупнейшим зарубежным покупателем Т-90 является Индия. В 1999 году был заключён предварительный контракт на поставку трёх танков для испытаний. В 2001 году был подписан окончательный контракт и началась поставка партии из 310 Т-90С. Сумма контракта составила 1 млрд $. По условиям контракта первые 124 танка Т-90С, собранные в России, были поставлены в Индию в 2001—2002 годах.
В 2001 году была достигнута договорённость о лицензионном производстве Т-90 в Индии. В период с октября 2002 года по сентябрь 2003 года российской стороной было поставлено оборудование и лицензионная техническая документация для сборки Т-90С в Индии. Была оказана техническая помощь в организации производства на заводе большегрузных автомобилей HVF (Heavy Vehicles Factory) в г. Авади (штат Тамил Наду) и другим предприятиям индийского ВПК. В 2003 году Уралвагонзавод поставил оставшиеся 186 из 310 Т-90С в виде полусобранных узлов и отдельных комплектующих для последующей лицензионной сборки на мощностях индийского HVF. Итого по контракту 2001 года вооружённые силы Индии получили 310 Т-90С.
В 2006 году правительство Индии подписало контракт стоимостью 2,5 млрд $ на лицензионное производство 1000 танков Т-90 «Бхишма». В октябре того же года был подписан дополнительный контракт стоимостью 795 млн $ на поставку ещё 330 танков Т-90С в течение 2007—2008 годов, предусматривающий сборку части этой партии танков в Индии. Совместно с Россией и Францией была создана индийская версия Т-90 «Бхишма», которая отличается модернизированной ходовой частью, улучшенной системой управления огнём с французским тепловизором «Эсса» и индийской динамической бронёй Kanchan. Танку присвоили имя «Бхишма» в честь легендарного героя древнеиндийского эпоса «Махабхарата».
В 2007 году заключён ещё один контракт на поставку 347 Т-90С на сумму 1,237 млрд $ в виде поставок 124 танков и 223 машинокомплектов для лицензионного производства (мелкоузловой сборки). В 2010 году контракт был выполнен после отправки в Индию оставшихся 20 танков и около 160 танко-комплектов для сборки на индийском государственном предприятии HVF.
По состоянию на 2008 год было поставлено более 500 танков и объявлено о планах увеличить степень локализации и развернуть полноценное производство Т-90. В 2008 году Министр обороны Индии Д. Сингх назвал Т-90 «вторым после ядерного оружия фактором сдерживания» в конфликте с Пакистаном, который грозил вылиться в крупномасштабную ядерную войну.
По официальным данным, по состоянию на начало 2012 года общий выпуск Т-90 и его модификаций для Вооружённых Сил России составил около 500 танков: около 120 Т-90, 32 Т-90А (в том числе 7 штук модификации «АК») с ночным прицелом наводчика «Буран-М» и ~337 Т-90А (в том числе около 50 штук модификации «АК») с тепловизором «ЭССА» с матрицей Catherine FC.
По ним же, по состоянию на 2012 год, суммарный выпуск Т-90 и его модификаций составил не менее 1335 танков (не включая собранные по лицензии в Индии):
- Т-90 модификации 1992 года (объект 188) — около 120 танков;
- Т-90С «Бхишма» модификации 2001 года (объект 188С) — 657 (310+347) танков. В 2006 году правительство Индии также подписало контракт стоимостью 2,5 млрд $ на лицензионное производство 1000 танков Т-90 «Бхишма» на казённом заводе HVF (Heavy Vehicles Factory) в городе Авади (штат Тамил Наду)[67]. В 2009 году в ВС Индии поступили первые 10 из 1000 запланированных Т-90С местного производства[66][72].
- Т-90СА модификации 2006 года (объект 188СА) — 189 танков;
- Т-90А модификации 2004 года (объект 188А1) — 32 танка с ночным прицелом наводчика «Буран-М»;
- Т-90А модификации 2006 года (объект 188А1) — 217 (+120 до 2011 года) танков с тепловизором «Эсса» с матрицей Catherine FC.

В 2009 году в ВС Индии поступили первые 10 из 1000 запланированных Т-90С местного производства. Всего по лицензионному контракту на HVF запланировано произвести 1000 Т-90С в 2009—2020 годах. Производственные мощности государственного завода HVF позволяют производить до 100 танков в год.
В настоящее время российскими специалистами осуществляется оказание технической помощи в производстве поставляемых танкокомплектов и гарантийное обслуживание Т-90С индийской армии. По состоянию на 2010 год Уралвагонзавод поставил в Индию более 600 танков Т-90С, из них около 400 танкокомплектов — для сборки на заводе HVF. В общей сложности Индия к 2020 году намерена довести число Т-90 в войсках до 2000 единиц.
В 2017 году Россия подписала крупный контракт на поставку танков Т-90МС в одну из стран Ближнего Востока, заявил глава Минпромторга Денис Мантуров на выставке вооружения IDEX-2017 в Абу-Даби. Он добавил, что планируется подписать ещё один контракт на поставку техники. Министр уточнил, что контракт был подписан в декабре прошлого года, однако не назвал иностранного заказчика.

## На вооружении

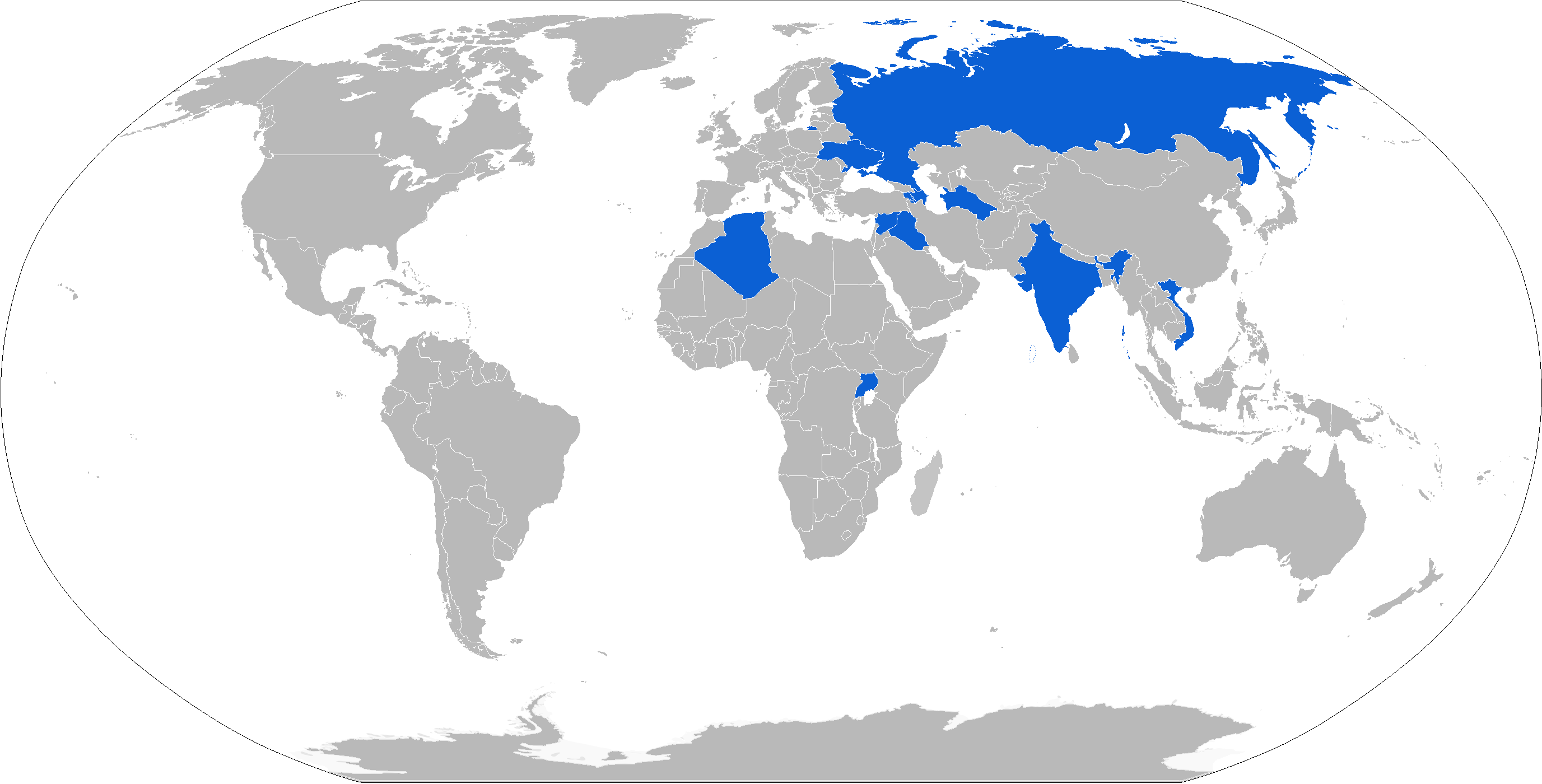
Карта операторов Т-90 на 2024 год

### Современные операторы
- Азербайджан — 93 единиц Т-90С по состоянию на 2024 год[75]. По желанию азербайджанской стороны на танках были установлены комплексы оптико-электронного подавления «Штора-1».
- Алжир — более 600 единиц Т-90СА по состоянию на 2024 год[76].
- Армения — 1 единица Т-90А по состоянию на 2024 год[77]. Выигран на чемпионате мира по танковому биатлону 2014 года.[78]
- Вьетнам — 64 единицы Т-90С по состоянию на 2024 год[79].
- Индия — около 1200 единиц T-90S «Bhishma» по состоянию на 2024 год[80]. Планировалась дополнительная поставка 464 Т-90МС[81]. По состоянию на 2024 год поставок не ведётся[82][нет в источнике]
- Ирак — 73 единицы Т-90С по состоянию на 2024 год[83].
- Россия — 100 единиц Т-90А и 120 Т-90М по состоянию на 2024 год (и ещё некоторое количество Т-90/-90А — на хранении)[84].
- Сирия — 30 Т-90 поставлены САА в 2015 г., к настоящему времени ~6 шт. из них безвозвратно повреждены или уничтожены в войне с ИГ, ХТШ и прочими организациями и группировками. Некоторое количество Т-90 и Т-90А на вооружении по состоянию на 2024 год[85].
- Туркменистан — 4 единицы Т-90С по состоянию на 2024 год[86]. Также существует опцион на поставку ещё около 30 единиц Т-90С.
- Уганда — 44 единицы Т-90С по состоянию на 2024 год[87].
- Украина — около 10-12 единиц Т-90А в Сухопутных войсках и некоторое количество Т-90М в Национальной гвардии, из числа захваченных в ходе вторжения России, по состоянию 2024 год[88][89].

### Несостоявшиеся поставки
- Египет — планировалась лицензионная сборка около 500 Т-90МС[90]. По состоянию на 2024 год поставок не ведётся[82][нет в источнике].
- Кувейт — планировалась поставка 146 танков Т-90МС[91][92]. По состоянию на 2024 год поставок не ведётся[82][нет в источнике].

## Служба и боевое применение

### Служба
1. в/ч № 23626. 2-я гвардейская мотострелковая дивизия (2 гв. мсд): 41 единица на 2013 год[93];
2. в/ч № 09332. 7-я военная база (7 вб): 41 единица на 2013 год[93];
3. в/ч № 20634. 19-я отдельная мотострелковая бригада (19 омсбр): 41 единица на 2013 год[93];
4. в/ч № 69670. 20-я отдельная гвардейская мотострелковая бригада (20 гв. омсбр): 41 единица на 2013 год;[93]
5. в/ч № 61899. 27-я отдельная гвардейская мотострелковая бригада (27 гв. омсбр): 41 единица на 2013 год[93];
6. в/ч № 69671. 136-я отдельная гвардейская мотострелковая бригада (136 гв. омсбр): 41 единица на 2013 год[93];

1. 35-я танковая бригада 9-й танковой дивизии (35 тбр): 39 единиц на 2018 год[94];

### Боевое применение

#### Первая чеченская война
Существует справка, хранящаяся на Уралвагонзаводе, говорящая о том, что один танк Т-90 образца 1992 года находился в распоряжении одной из частей в зоне конфликта в Чеченской республике в 1990-х годах. По информации научного редактора отдела по связям с общественностью ОАО «Научно-производственная корпорация „Уральский вагоностроительный завод имени Ф. Э. Дзержинского“», кандидата исторических наук С. В. Устьянцева и ведущего конструктора ОАО «Уральское конструкторское бюро транспортного машиностроения» Д. Г. Колмакова, в 1995 году несколько Т-90 участвовали в боевых действиях в Чечне и оказались неуязвимыми для противотанковых средств боевиков.

#### Гражданская война в Сирии
Т-90 находятся на территории Сирии с начала октября 2015 года. Сирийские танки Т-90 были применены в боях под городом Алеппо. Также, по данным сирийского агентства Union News, танки Т-90 принимали непосредственное участие в боевых действиях.
В Сирии, на февраль 2016 года, находилось 7 танков Т-90 ВС РФ[прояснить].
В частности, одним из доказательств присутствия танков Т-90 в Сирии стал видеоролик, появившийся в марте 2016 в сети Интернет, в котором запечатлён момент обстрела танка ПТУР TOW-2A бойцами оппозиционной группировки ССА. Ракета, выпущенная из ПТРК, попала в башню танка Т-90 образца 1992 года. Ударная волна от взрыва ракеты и модулей динамической защиты зашла через открытый люк и контузила танкиста, но он сам после этого покинул танк. Видимых следов ранения танкиста или пожара в танке не наблюдалось. Через некоторое время бойцы САА опубликовали фото танка в ремонте, где видны частичные наружные повреждения, такие, как разбитый ИК-прожектор и повреждённая пулемётная установка, но следов пробития брони и пожара в танке не обнаружено. 

Виктор Мураховский указывает, что, скорее всего, наводчик танка получил контузию из-за открытого люка, так как среди танкистов популярен миф, что открытый люк снижает действие ударной волны, однако обычно как раз через открытый люк и заходит ударная волна. 
По мнению известного эксперта в танковой технике Анатолия Ситнова, на Т-90 успешно сработала динамическая защита, так как наводчик покинул башню и это доказывает, что броня не была пробита, иначе бы он был серьёзно ранен или погиб.
По мнению заместителя генерального директора Уралвагонзавода Вячеслава Халитова, ролик имеет также следы подделки и монтажа из разных эпизодов. В одном эпизоде выстрел TOW не попал в танк, вероятно, из-за срабатывания комплекса подавления «Штора». Во втором эпизоде сработала динамическая защита танка «Контакт-5». При этом В. Харлитов отмечает, что во втором эпизоде на танке не был включён защитный комплекс «Штора», так как его срабатывание легко определить по автоматической постановке завесы из дымометаллического облака при обнаружении наведения ракеты на танк по лазерному лучу TOW.
Интересным фактом является то, что в целом оригинальная версия «Контакт-5» против современных тандемных ракет от TOW-2A имеет слабую защиту, но, тем не менее, ракета не смогла пробить даже старую версию динамической защиты танка, что указывает на эффективность замены элементов «Контакт-5» на новые и их способность отражать тандемные боеприпасы даже без использования новой динамической защиты «Реликт».
В начале июня 2016 года один из сирийских Т-90А был захвачен исламистской группировкой «Харакат Нуреддин аз-Зинки» в районе Алеппо. В сентябре 2017 года появились сообщения о том, что этот танк был уничтожен выстрелом танка Т-72 правительственных войск: подкалиберный снаряд пробил левый борт, что привело к возгоранию боекомплекта, уничтожению танка и гибели экипажа.
В январе 2017 года один Т-90 был подбит в ходе боёв у города Ханассер во время рейда против ИГ. Произошло возгорание пулемётной установки и динамической защиты на башне. Через несколько часов из-за открытых люков огонь достиг боекомплекта и начался пожар, вследствие которого танк сильно не пострадал.
16 ноября 2017 ИГ опубликовало фото подбитого в ходе боёв за город Абу-Камаль Т-90 с оторванной башней. Это был первый случай детонации боекомплекта у Т-90 с самого начала использования данного танка в боевых действиях.
В марте 2018 года танки Т-90А принимали активное участие в масштабной операции в Восточной Гуте в составе элитной ударной бригады «Силы Тигра».
Всего, за 4 года (с 2015 по зиму 2019) участия в боевых действиях, были подбиты от 3 до 6 танков Т-90 (из 36), включая 1 попавший в руки исламистских террористов (это количество общих потерь, сколько из них безвозвратно — неизвестно). Ещё 1 захваченный был отбит и возвращён в строй САР.
С зимы 2019 по март 2020 сирийские Т-90 участвовали в успешной контр-террористической операции в провинции Идлиб. В начале 2020 года ещё один танк Т-90 был захвачен повстанцами у правительственных сил.

#### Война в Донбассе
Т-90А использовались Россией в ходе войны, в частности 136-й отдельной гвардейской мотострелковой бригадой. Зафиксировано использование Т-90А в боях за Иловайск и штурме луганского аэропорта, при этом некоторое количество Т-90А было уничтожено.

#### Вторая карабахская война
Азербайджанская армия применяла танки Т-90 в войне 2020 года. По данным журнала Forbes, к концу октября была зафиксирована потеря в боях двух азербайджанских Т-90С. Были опубликованы фото 4 потерянных азербайджанских Т-90С.

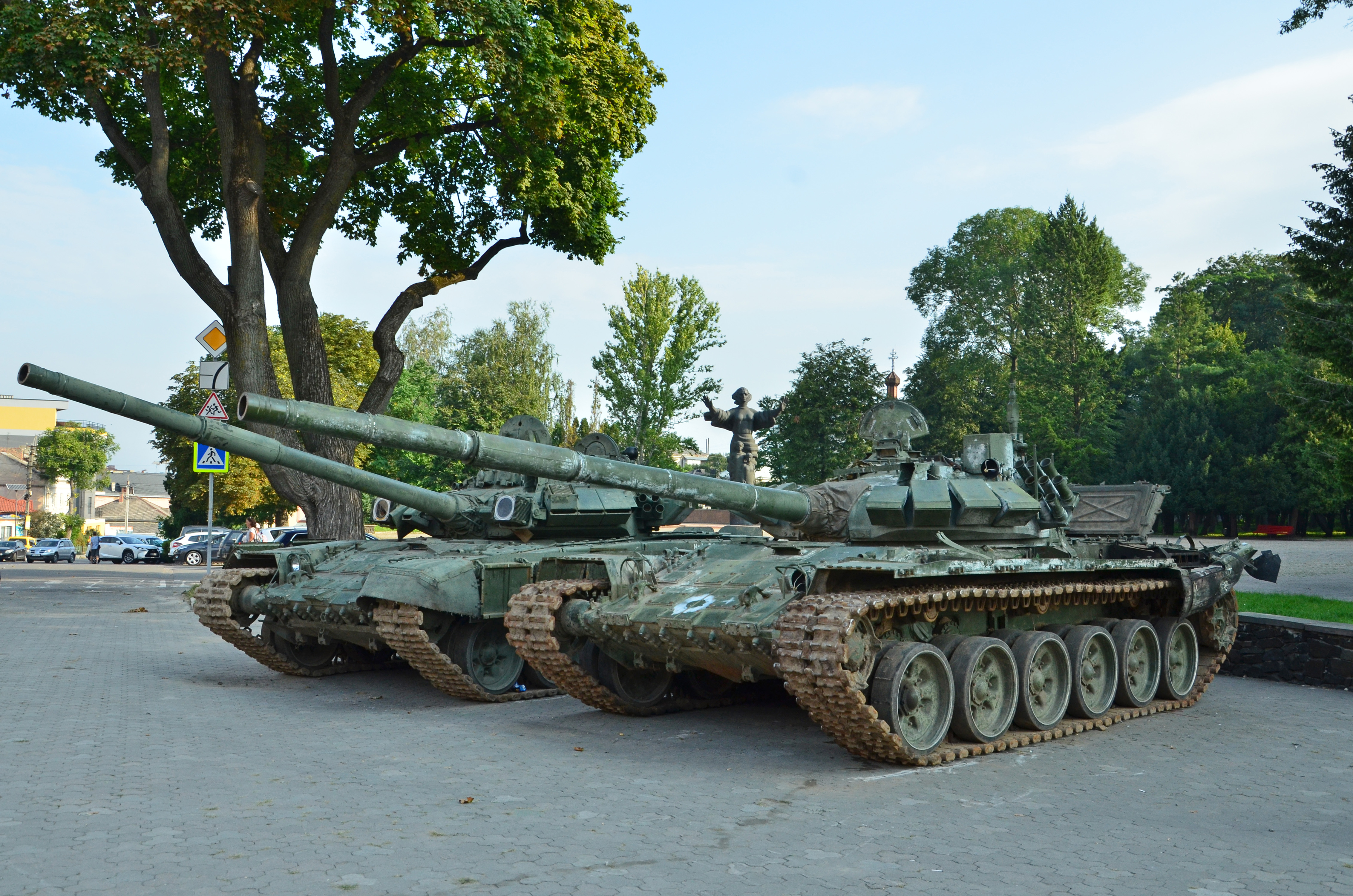
Захваченные Т-90А (слева) и Т-72Б3М на выставке в Тернополе

#### Вторжение России на Украину
Применяется российской и украинской армией. По состоянию на конец августа 2022 года, Россия потеряла 20 танков Т-90А: некоторое количество было уничтожено с помощью ПТРК Javelin и NLAW. На середину октября 2022 года, почти 30 единиц Т-90А/Т-90М были захвачены украинской стороной, около 12 единиц Т-90 используются украинской стороной.
По сведениям SVD, для вторжения было мобилизовано около 100 танков прорыва Т-90М. На август 2022 года две единицы было уничтожено: один танк был подбит из гранатомета «Карл Густав» версии М4. Ранее уже сообщалось о подбитом Т-90М. В сентябре 2022 в ходе контрнаступления под Изюмом ВСУ захватили почти невредимый (без одной гусеницы) образец Т-90М в КССЗ «Накидка». К июню 2023 Россия потеряла не менее 22 танков Т-90М. Один трофейный танк Т-90А был отправлен на Абердинский испытательный полигон Армии США.

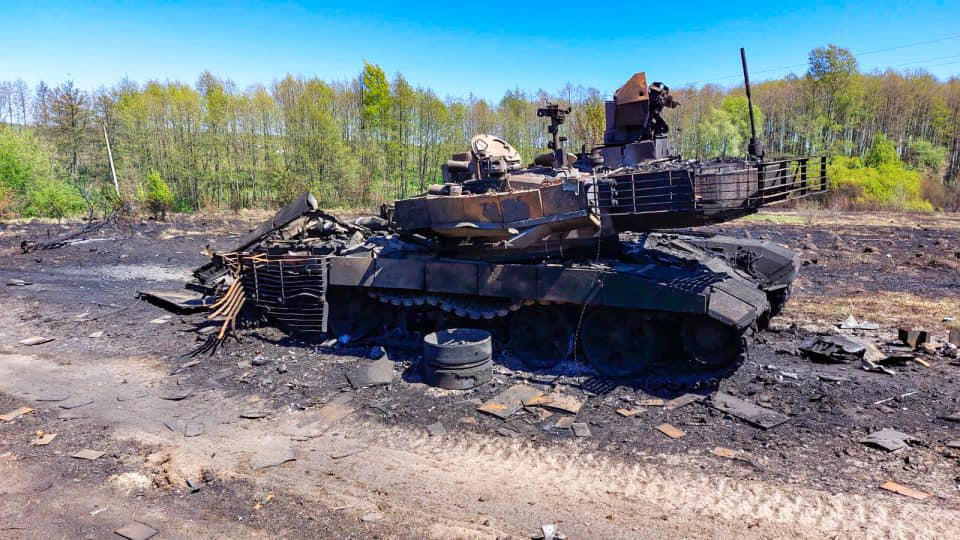
Российский танк Т-90М, уничтоженный в Харьковской области украинскими силами территориальной обороны во время российского вторжения на Украину в 2022 году

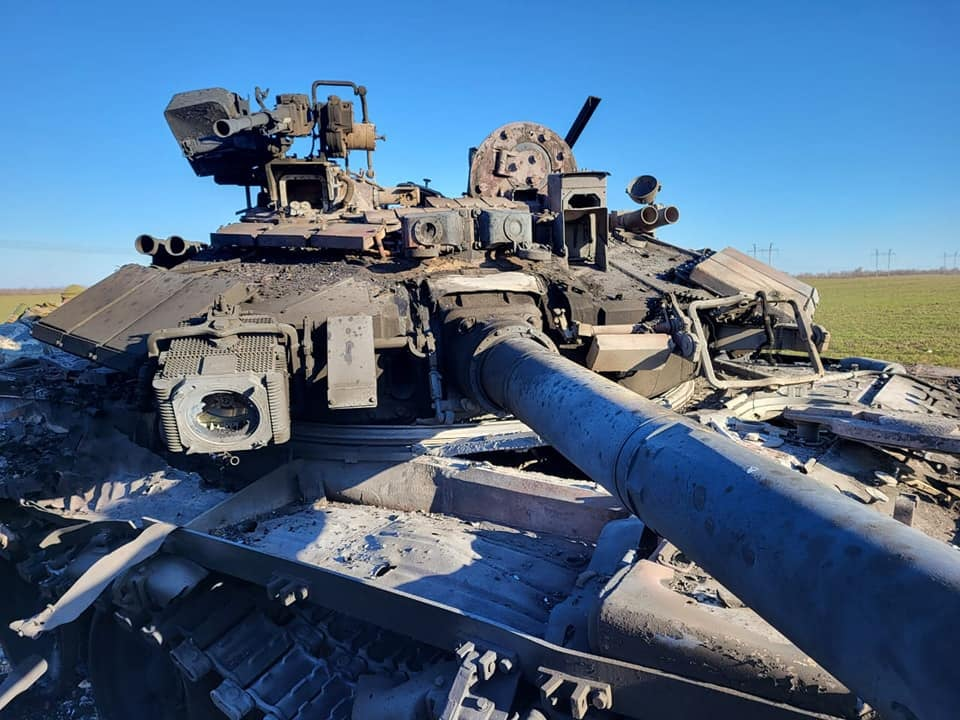
Уничтоженный российский танк Т-90А «Владимир» в Запорожской области Украины

В январе 2023 года зафиксирован первый случай захвата ВСУ танка экспортной модификации Т-90С, использующейся российской армией из-за нехватки танков других типов.
Танки Т-90 различных модификаций не смогли оказать существенного влияния на ход боевых действий в Украине. У них присутствуют все те же недостатки, какие есть у более старых советских танков. Среди них, например, низкая скорость заднего хода, не позволяющая оперативно покинуть опасную зону, не подставляя при этом уязвимую заднюю часть танка под удар. Комплекс активной защиты Штора-1 оказался неэффективным против барражирующих боеприпасов и западных ПТРК, например, Javellin. Танки Т-90 в ходе войны неоднократно поражались гораздо более старым или более дешёвым оружием, а их применение не привело к каким-либо значимым результатам.
Нидерландское независимое издание Oryx подтверждает потерю 179 танков Т-90 разных модификаций, из которых:
- 129 — уничтожено;
- 19 — повреждено;
- 30 — брошено;
- 20 — захвачено.

В то же время независимое издание волонтеров WarSpotting подтверждает потерю 169 танков Т-90 разных модификаций, из которых:
- 127 — уничтожено;
- 16 — повреждено;
- 21 — брошено;
- 21 — захвачено.

## Сравнительные ТТХ современных основных танков
| Серия                                | Т-90 «Владимир»    | Т-84       | M1 Abrams         | Leopard 2    | Leclerc            | Challenger 2     | C1 Ariete | PT-91 Twardy    |
| ------------------------------------ | ------------------ | ---------- | ----------------- | ------------ | ------------------ | ---------------- | --------- | --------------- |
| Внешний вид                          |                    |            |                   |              |                    |                  |           |                 |
| Год принятия на вооружение           | 1992               | 2000       | 1980              | 1979         | 1992               | 1998             | 1995      | 1995            |
| Современная модификация              | Т-90М «Прорыв»     | БМ «Оплот» | M1A2 Abrams SEPv3 | Leopard 2А7V | Leclerc SXXI       | Challenger 2 TES | C1 Ariete | PT-91M Pendekar |
| Год принятия современной модификации | 2020               | 2009       | 2020              | 2014         | 2009               | 1998             | 1995      | 2010            |
| Боевая масса, т                      | 48                 | 51,0       | 66,8              | 67,5         | 57,4               | 75               | 54,0      | 45,5            |
| Экипаж                               | 3                  | 3          | 4                 | 4            | 3                  | 4                | 4         | 3               |
| Калибр пушки, мм                     | 125                | 125        | 120               | 120          | 120                | 120              | 120       | 125             |
| Панорамный прицел                    | Калина             | ПНК-6      | есть              | PERI-R-12    | SFIM VS-580        | SFIM VS-580      | ATTILA    | Sagem VIGY 15   |
| Управляемое вооружение               | Рефлекс-М, Инвар-М | Комбат     | нет               | нет          | нет                | нет              | нет       | нет             |
| Боекомплект, выстрелов               | 40                 | 46         | 42                | 42           | 40                 | 52               | 42        | 40              |
| Скорострельность, выстр/мин          | 8                  | 8          | 8                 | н/д          | 12                 | н/д              | н/д       | 7               |
| Автомат заряжания                    | карусель           | карусель   | нет               | нет          | ленточный конвейер | нет              | нет       | карусель        |
| Динамическая защита                  | Реликт             | Дуплет     | TUSK ARAT         | есть         | нет                | ROMOR            | PSO/WAR   | ERAWA           |
| Активная защита                      | Арена              | Заслон     | Трофи             | MUSS         | н/д                | н/д              | н/д       | нет             |
| КОЭП                                 | Афганит            | Варта      | AN/VLQ-6 MCD      | MUSS         | н/д                | н/д              | н/д       | OBRA-3          |
| Мощность двигателя, л. с.            | 1130               | 1200       | 1500              | 1500         | 1500               | 1200             | 1300      | 1000            |
| Удельная мощность, л. с./т           | 23,5               | 23,5       | 20,3              | 22,2         | 27,5               | 19,2             | 24,1      | 22,0            |
| Максимальная скорость, км/ч          | 70                 | 70         | 67                | 72           | 72                 | 59               | 65        | 65              |
| Скорость заднего хода, км/ч          | 15                 | 30         | 40                | 31           | 38                 | 35               | 20        | 5               |
| Запас хода по шоссе, км              | 550                | 500        | 425               | 450          | 550                | 400              | 600       | 480             |
| Всего выпущено шт.                   | ~4000              | ~70        | ~10400            | ~3600        | ~860               | ~450             | ~200      | ~280            |
| Стоимость ~                          | $2,9 млн           | $6,65 млн  | $8 млн            | $15 млн      | $16 млн            | $5,5 млн         | $8 млн    | $9 млн          |

| Серия                                | Merkava                 | Arjun     | Al-Khalid   | Karrar         | Songun-ho        | K2 Black Panther   | Type 99  | Type 10                     |
| ------------------------------------ | ----------------------- | --------- | ----------- | -------------- | ---------------- | ------------------ | -------- | --------------------------- |
| Внешний вид                          |                         |           |             |                |                  |                    |          |                             |
| Год принятия на вооружение           | 1979                    | 2004      | 2001        | 2020           | 2010             | 2014               | 2001     | 2012                        |
| Современная модификация              | Merkava Mark IV «Barak» | Arjun MK1 | Al-Khalid I | Karrar         | Songun-ho II     | K2 Black Panther   | 99А2     | Type 10                     |
| Год принятия современной модификации | 2023                    | 2011      | 2020        | 2020           | 2015             | 2014               | 2011     | 2012                        |
| Боевая масса, т                      | 70,0                    | 58,5      | 48,0        | 51,0           | 44               | 55,0               | 58,0     | 44,0                        |
| Экипаж                               | 4                       | 4         | 3           | 3              | 4                | 3                  | 3        | 3                           |
| Калибр пушки, мм                     | 120                     | 120       | 125         | 125            | 125              | 120                | 125      | 120                         |
| Панорамный прицел                    | есть                    | есть      | есть        | есть           | н/д              | есть               | есть     | есть                        |
| Управляемое вооружение               | LAHAT                   | LAHAT     | нет         | есть           | Bulsae-3, Игла-1 | KSTAM              | Рефлекс  | нет                         |
| Боекомплект, выстрелов               | 48                      | 39        | 39          | н/д            | н/д              | 40                 | 41       | н/д                         |
| Скорострельность, выстр/мин          | н/д                     | 6—8       | 8           | н/д            | н/д              | 15                 | 7        | н/д                         |
| Автомат заряжания                    | нет                     | нет       | карусель    | карусель       | нет              | ленточный конвейер | карусель | ленточный конвейер          |
| Динамическая защита                  | есть                    | нет       | есть        | встроенная ERA | есть             | есть               | есть     | нет                         |
| Активная защита                      | Трофи                   | нет       | Варта       | н/д            | нет              | есть               | JD-3     | н/д                         |
| Мощность двигателя, л. с.            | 1500                    | 1400      | 1200        | 1000           | 1200             | 1500               | 1500     | 1200                        |
| Удельная мощность, л. с./т           | 21,5                    | 23,9      | 25,0        | 19,6           | 27,3             | 27,3               | 25,9     | 27,3                        |
| Максимальная скорость, км/ч          | 64                      | 70        | 70          | 70             | 70               | 70                 | 76       | 70                          |
| Скорость заднего хода, км/ч          | 25                      | 15        | 30          | 30             | 5                | 40                 | 33       | 70(реверсивная трансмиссия) |
| Запас хода по шоссе, км              | 500                     | 450       | 500         | 500            | 450              | 450                | 450      | 500                         |
| Всего выпущено шт.                   | ~2000                   | ~200      | ~900        | ~800           | ~700             | ~400               | ~1200    | ~117                        |
| Стоимость ~                          | $6 млн                  | $9,2 млн  | $9 млн      | $9 млн         | $2 млн           | $9 млн             | $2,5 млн | $12 млн                     |

## Оценка проекта

### Огневая мощь
Система управления огнём и прицельные приборы
Т-90 ранних выпусков оснащались тепловизионными прицелами (ТВП) первого поколения, уступавшими по некоторым своим возможностям, особенно на максимальной дистанции обнаружения цели, ТВП современных западных танков. На Т-90А и Т-90СА с 2006 года устанавливаются французские тепловизоры Катрин-ФС.
Система управления огнём Т-90 имеет некоторые недостатки (несмотря на возможность ведения стрельбы на ходу, с максимальными показателями скорости, дальности и точности), поскольку командирский прицельно-наблюдательный комплекс не имеет горизонтальной стабилизации и дальномера, также поиск цели командиром затруднён в ночных условиях из-за малой дальности ночного канала и отсутствия ТВП канала, имеет ограниченные углы горизонтального обзора, прицелы наводчика выполнены как отдельные комплексы (в зарубежных и новейших российских СУО и прицел наводчика — единый многоканальный прибор). В процессе модернизации на следующих модификациях проблемы были устранены.
Вооружение

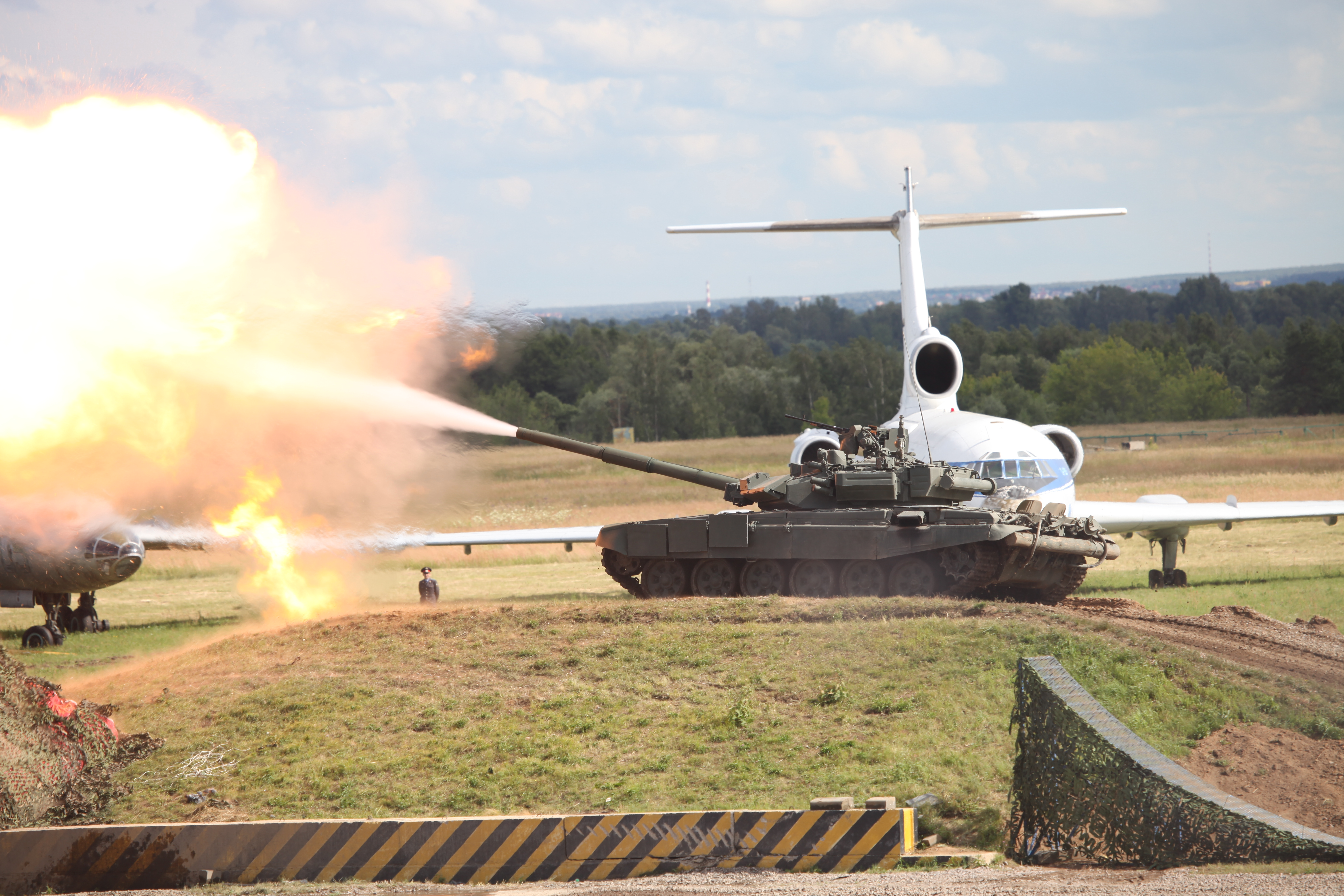
Стрельба из Т-90А на международном форуме «Технологии в машиностроении» 2012 года

По мощности своего артиллерийского вооружения Т-90, как минимум, не уступает другим современным основным боевым танкам. Баллистические характеристики 125-мм гладкоствольной пушки 2А46М настолько близки к характеристикам зарубежных аналогов — 120-мм пушек Rheinmetall Rh-120, GIAT CN120-26 или нарезной 120-мм L30A1, что их реальная эффективность гораздо больше зависит от используемых боеприпасов.
Гладкоствольные пушки, ставшие стандартом для основных боевых танков, отличаются значительным рассеиванием на дальностях, превышающих дистанцию эффективной стрельбы, которая по целям типа «танк» для 120-мм или 125-мм пушек составляет немногим более 2200 метров для подкалиберных и 1500 метров — для кумулятивных боеприпасов. Если для традиционного артиллерийского вооружения западных танков эффективное поражение целей на дистанциях более 2800 метров уже значительно затруднено, то комплекс управляемого вооружения обеспечивает Т-90 эффективное поражение целей на дальности до 5000 метров, хотя и требуя соответствующих условий местности, позволяющих обнаружение целей на подобных расстояниях. Более того, в руках опытного наводчика комплекс позволяет проводить и более сложные операции, прежде всего — попадание ракетой в значительно менее защищённую крышу башни неподвижного танка, что особенно ценно с учётом низкой эффективности современных танковых пушек против лобовой брони всех современных ОБТ, практически способных пробивать лобовую броню друг друга лишь при попадании в уязвимые места. Однако, ныне за рубежом разработаны (не распространены) танковые комплексы управляемого вооружения нового поколения, например, LAHAT, превосходящие российские аналоги по дальности, допускающие ведение огня в составе подразделения и поражающие цель под углом, при этом пригодные для применения в существующих 105- и 120-мм орудиях.
По мнению большинства экспертов, Т-90 превосходит большинство западных танков в возможностях поражения небронированных целей и разрушению укреплений благодаря наличию осколочно-фугасных снарядов, однако это мнение не бесспорно, поскольку роль осколочно-фугасных снарядов на иностранных танках выполняют картечные снаряды (США) или кассетные снаряды. В частности, в Израиле в 2010 году на вооружение был принят многофункциональный кассетный снаряд KALANIT (Anti-Personnel Anti-Material Multi-Purpose Tank, M329 Cartridge), предназначенный для поражения живой силы на открытом пространстве и внутри укреплений, и уничтожения легкобронированной техники. Однако все аналоги малоэффективны против защищённых целей, являясь в первую очередь осколочными.

### Защищённость

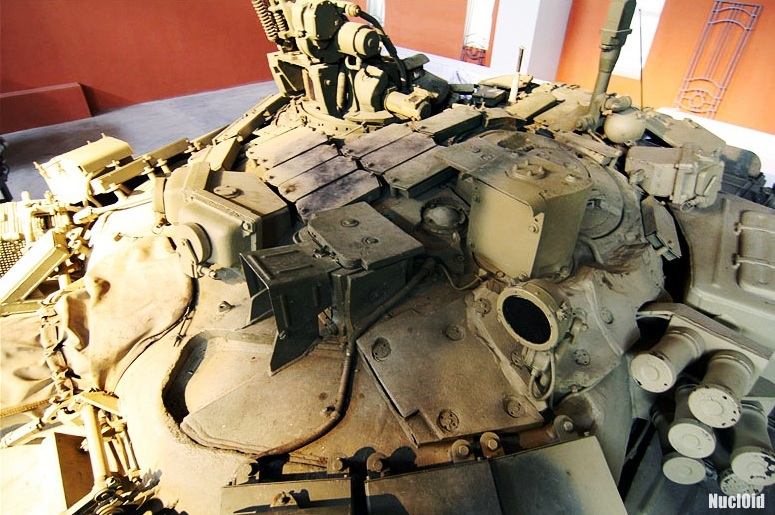
Крыша башни Т-90: хорошо различимы противорадиационный надбой и контейнеры динамической защиты

Топливная система на Т-90 относительно уязвима из-за крайне плотной компоновки моторно-трансмиссионного отделения. Места для топливных баков в нём уже не остаётся, и они вынесены частично в боевое отделение, а частично — в лобовую оконечность корпуса, где вероятность их поражения огнём противника значительно выше. При этом баки не изолированы от экипажа, особую опасность создаёт бак-стеллаж, в котором совмещается хранение топлива и боекомплекта. С 1999 года в Т-90 баки в отделении управления всё же были отгорожены листами стали. В результате доработки на Т-90А(С) была установлена современная система экстренного пожаротушения (ППО), что повысило живучесть танка. Также была улучшена защита топливных баков.
Другой проблемой Т-90 является размещение его боекомплекта, который находится в боевом отделении и никак не изолирован от экипажа, так что его возгорание или детонация (при отсутствии противопожарного оборудования) гарантированно приводит к практически полному уничтожению танка.
Крайняя взрывоопасность Т-72, на базе которого создан Т-90, выявилась уже с 1980-х годов. При этом, по мнению некоторых авторов, размещение боекомплекта Т-72 и Т-90 в расположенных горизонтально лотках на полу боевого отделения (заряды над снарядами), в менее поражаемой области, в боях на практике показало значительное снижение вероятности поражения боекомплекта по сравнению с Т-64 и Т-80, у которых боекомплект также расположен на полу боевого отделения, но лотки со снарядами расположены горизонтально, а лотки с зарядами над ними — вертикально (Г-образно). На западных танках распространённым решением является размещение боекомплекта (либо его части) в кормовой нише башни, которая также подвержена обстрелу, но позволяет реализовать вышибные панели (подобное решение в итоге было внедрено на экспериментальных позднесоветских и российских танках «Объект 292», «Объект 640» и на одном из вариантов «Объекта 187», однако их производство так и не началось).
На новой модификации Т-90СМ немеханизированный боекомплект вынесен в забашенный ящик.
Первая версия динамической защиты 2-го поколения «Контакт-5» (без усовершенствования ЭДЗ 4C22 и ВВ) малоэффективна против ОБПС, снижая их бронепробиваемость только на 20 %, а также почти неэффективна против ПТУР с тандемными боевыми частями. Проводились модернизации динамической защиты «Контакт-5» (замены ЭДЗ и ВВ на более совершенный) с целью придания ей противотандемных и более эффективно инициирующих ВВ свойств, эта ВДЗ впоследствии и устанавливалась на последующие серийные танки (возможно начиная с Т-90С со сварной башней и Т-90А от 2004 г. в.) Успешное отражение «Контактом» тандемной боевой части ракеты TOW 2A во время вооружённого конфликта в Сирии доказывает эффективность проведённых модернизаций.
На Т-90АМ(СМ) установлена новая ВДЗ 3-го поколения «Реликт», обеспечивающая 50%-ю защиту от тандемных ПТУР и 95%-ю защиту от самых современных тандемных РПГ. Также Реликт значительно сильнее противодействует снарядам ОБПС, чем «Контакт-5», и снижает бронепробиваемость до 40 %. Эффективное противодействие ОБПС осуществляется за счёт того, что происходит отстрел передней бронекрышки контейнера в сторону снаряда, а одновременно задняя бронекрышка двигается в сторону основной брони в зазоре. Это позволяет согнуть или разорвать входящий стержень бронебойного подкалиберного снаряда между расходящимися пластинами. Часть экспертов, представляющих харьковских танкостроителей, указывает, что против «Реликта» могут быть эффективны ОБПС новой конструкции как DM63 c сегментированным сердечником, который распадается на части при попытке «Реликта» его разорвать. Однако сами представители Бундесвера сомневаются в эффективности DM63.
ЭДЗ Контакт-1, 5 и Реликта взаимозаменяемы по габаритам, так что можно с лёгкостью без производства полного комплекта ВДЗ Реликт использовать его ЭДЗ в качестве замены ЭДЗ Контакт-5.
20 октября 1999 года были проведены обширные испытания защиты танков Т-80У и T-90 от различных типов угроз. Испытания включали в себя обстрел из ручных гранатомётов (РПГ-29, РПГ-7 с выстрелами ПГ-7ВР и РПГ-26) и нескольких видов ПТРК («Малютка-2», «Метис»-М, «Конкурс», «Корнет»). Танки также подверглись обстрелу БОПС 3БМ42, выпущенных из танка Т-80 с дистанции 1500 м. Обстрел производился в лобовую (а также в бортовую и кормовую) проекцию танков, защищённых ВДЗ «Контакт-5» и лишённых её. В ходе испытания было выявлено, что РПГ-29 — самое эффективное средство поражения среди использованных. Практические исследования подтвердили высокий уровень защиты Т-90 против указанных выше противотанковых средств. Необходимо понимать, что пробитие брони выстрелом РПГ-29 было достигнуто по ранее обстреливавшейся бронеконструкции, состоящей из различных материалов. В течение десятилетий считается, что уже повреждённая броня обладает меньшей способностью к защите и далеко не только в районе попадания. При обстреле Абрамс прямо указывалось на такой ослабляющий эффект, Т-90 доказал способность при многократном обстреле сохранять близкие к максимальным значения защиты и сохранение всей системы (СУО и двигатель работали после обстрела как и всё остальное). Включая в практических стрельбах до 6 выстрелов с дистанции менее 200 метров современными средствами поражения, несущими высокий кинетический ударный эффект.

### Подвижность

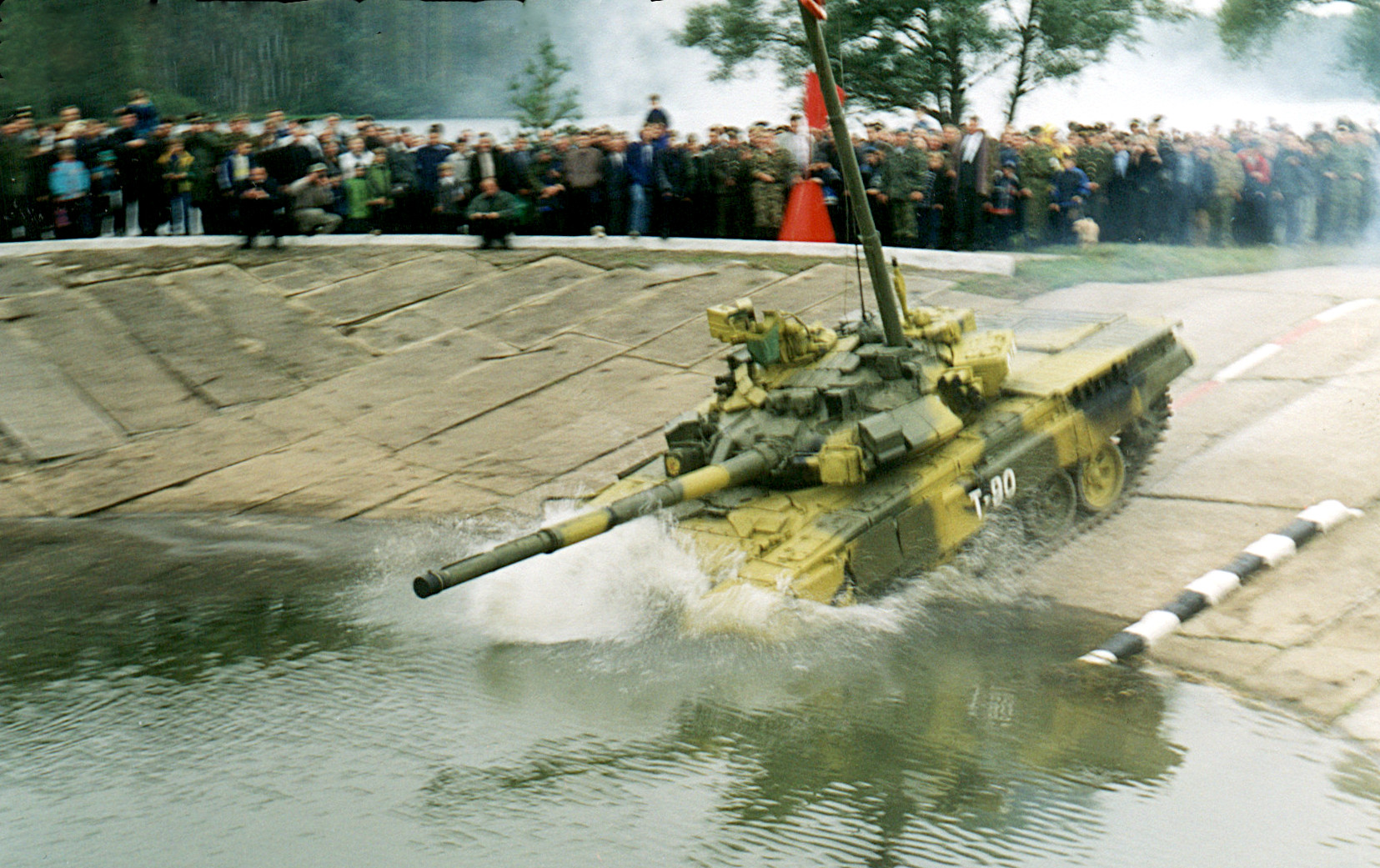
Т-90 с поднятой трубой ОПВТ для преодоления водных преград по дну

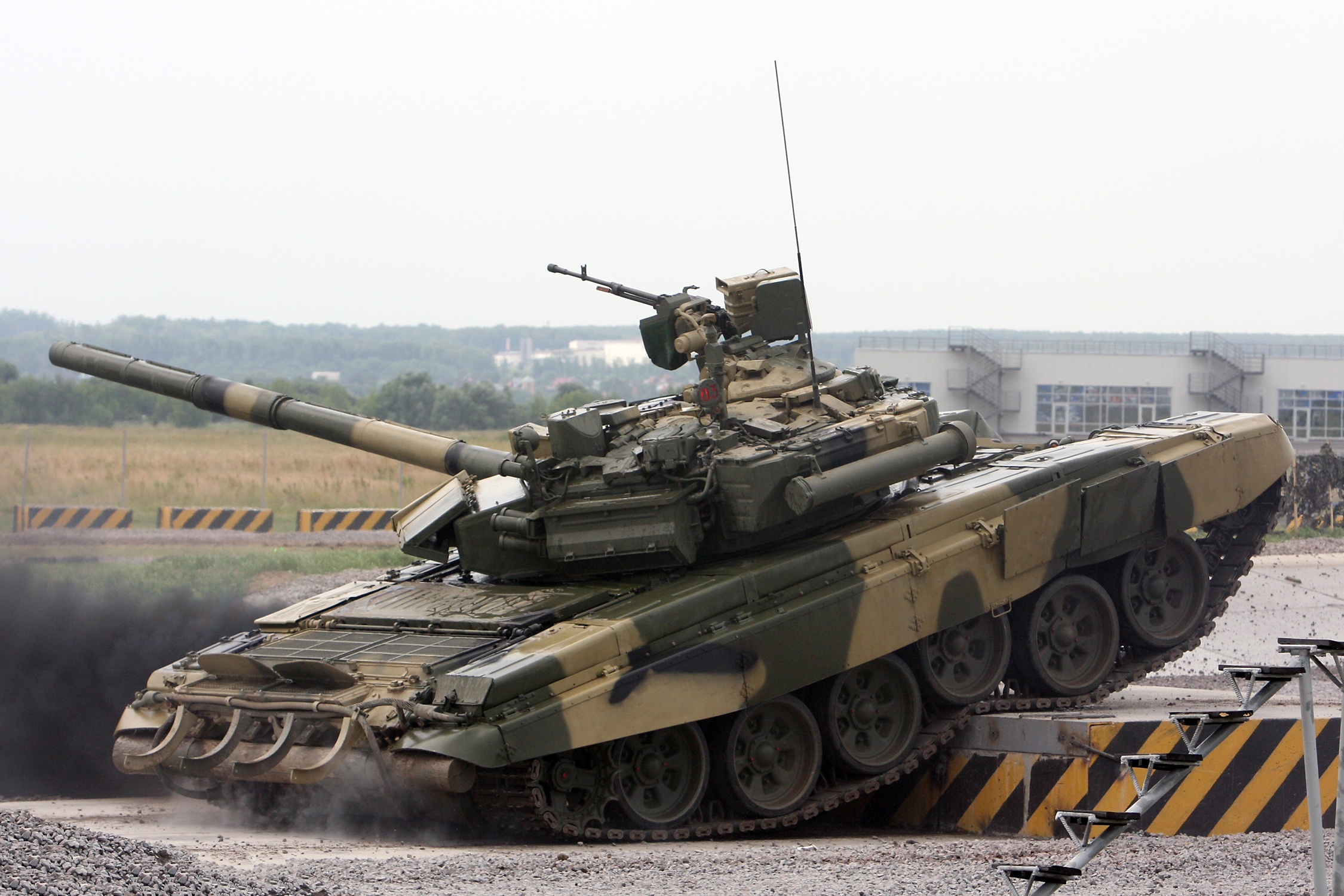
Т-90 демонстрирует преодоление препятствия типа «стенка»

На Т-90 первых выпусков использовалась ходовая часть, полностью заимствованная у танка Т-72Б. На последних выпусках танков применяется усовершенствованная ходовая часть.
Подвеска танка — индивидуальная торсионная с гидравлическими лопастными амортизаторами повышенной энергоёмкости (на 1, 2 и 6 узлах). Гидравлические лопастные амортизаторы двустороннего действия установлены на первых, вторых и шестых узлах подвески, жёсткие ограничительные упоры — на первых, вторых, пятых и шестых. При такой высокой энергоёмкости подвески её пробои возникают крайне редко, в основном при наезде на крупногабаритные препятствия на высокой скорости.
Коробки передач — планетарные с гидроуправлением. Имеется 7 передач вперёд и одна передача заднего хода. Скорость заднего хода составляет 5 км/ч. Поворот машины осуществляется включением пониженной передачи в коробке передач со стороны отстающей гусеницы. Система управления танка по современным меркам довольно сильно устарела, хотя и обеспечивает танку хорошую манёвренность. На Т-90АМ(СМ) рычаги управления были заменены на современную систему управления на основе штурвала.
Конструкция двигателя отработана в производстве. Монтаж силовой установки требует трудоёмких операций по центровке, в то время как большинство зарубежных танков оснащаются моноблоком, что позволяет заменить силовую установку менее чем за час.

### Критика
National Interest, сравнивая Т-90 и «Абрамс», обращает внимание на недостаток Т-90: боекомплект хранится в непосредственной близости от экипажа, а не за вышибными панелями, как в танке «Абрамс», что позволяет пережить экипажу «Абрамса» попадание в него с большей  вероятностью, чем экипажу Т-90. Также издание обращает внимание на более совершенную конструкцию «Абрамс», чем у Т-90; из преимуществ называется: современная СУО, постоянное совершенство брони, ударная сила снарядов M829.
National Interest, сравнивая Т-90, Тип 99 и «Абрамс», сообщает, что Т-90 уступает своим конкурентам, однако Т-90МС вполне способен составить им конкуренцию.
National Interest, указывая, что Т-90 отстаёт от западных танков по огневой мощи, обращает внимание на видеоматериалы с подбитыми 5-6 танками Т-90, по большей части, комплексом TOW-2A. Эксперт считает, что большим недостатком является отсутствие системы активной защиты на Т-90, а FGM-148 Javelin и TOW-2B — надёжные средства уничтожения Т-90.

Главный конструктор УКБТМ В. Неволин:

Основные претензии к танку Т-90С сегодня связаны с его живучестью. Всё-таки размещение в одном контуре людей, боекомплекта и топлива чревато тем, что если броня будет пробита, то это может привести к возгоранию топлива. Даже при наличии системы пожаротушения такие варианты не исключены. Поэтому развитие современной бронетехники идёт по пути разделения людей и топлива с боеприпасами.

National Interest, сравнивая навигационные системы танков РФ и США, заявил что системы геопозиционирования, установленные на Т-90М, имеют ограниченные возможности и лишены той гибкости, которой располагают американские военные.

### Общий вывод

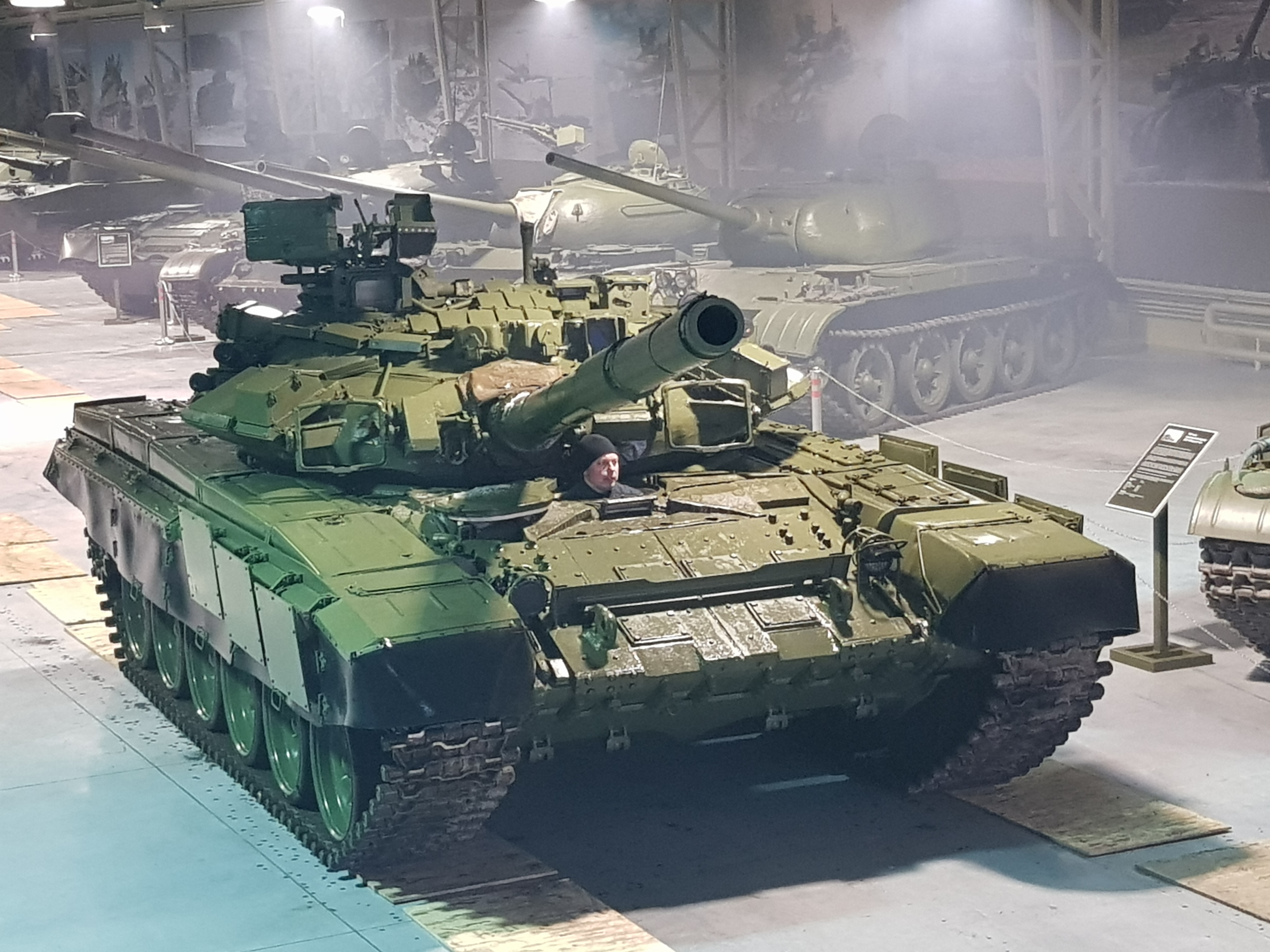
Т-90 в Музее отечественной военной истории

Некоторые авторы[какие?] считают, что общее теоретическое сравнение танков невозможно и даже реальные боевые действия не дают окончательного результата — важно учитывать тактику применения, подготовку экипажей, техническое обслуживание техники, взаимодействие подразделений (особенно работа ПВО против самолётов и вертолётов противника, оснащённых противотанковым вооружением), которые имеют зачастую большее значение, чем свойства самого танка.
Т-90А отличается хорошими показателями огневой мощи и подвижности, а также отличной защищённостью. Сравнение Т-90 и других современных ОБТ неоднократно проводилось как военными экспертами, так и журналистами. Однако, результаты этих исследований зачастую противоречат друг другу. По мнению доктора техн. наук Виктора Степанова, Т-90 (А, С) и Т-90М, его модернизированный вариант, близки по уровню с лучшими современными зарубежными танками, при этом значительно превосходя их по соотношению «цена — качество».
Важной и относительно объективной оценкой в мирное время является коммерческий успех Т-90С — так как заказчики перед выбором боевых машин, как правило, проводят независимые многосторонние и тщательные их испытания. Однако и при этом в части тендеров предпочтение тем или иным танкам отдаётся по политическим причинам. Считается, что Т-90 завоевал популярность на мировом рынке благодаря хорошему сочетанию «цена-качество», а также исключительной неприхотливости и надёжности в эксплуатации.

### Огневая мощь
Высокая скорость поворота башни (Т-90СМ — 40°/с).
 Широкая номенклатура боеприпасов, включающая в себя БОПС, ОФС (в том числе с дистанционным подрывом и готовыми поражающими элементами), КС и управляемые ракеты.
 Наибольшая дальность стрельбы как с места, так и на ходу любым боеприпасом в сравнении с конкурентами. Преимущество есть для любого боеприпаса и достигает двукратного и более над наиболее развитыми ОБТ (что не означает прямого преимущества, речь — только о дальности прицельного огня). Кроме того, возможна прицельная стрельба на дальность до 10 км ОФЗ снарядами, что позволяет применять танк как штурмовое орудие.
 Поразил более 60 % целей при испытаниях, на которых ни один другой танк (Абрамс, Леопард) не достиг 60 %.
 Комплекс управляемого вооружения позволяет поражать цели на расстоянии до 5,0 км. На дальностях свыше 2,5—3,0 км ПТУР имеет преимущества перед БОПС по точности попадания и бронепробиваемости.
 Хорошая точность при стрельбе с ходу и с места.
 Применение автомата заряжания позволило уменьшить экипаж до трёх человек и значительно снизить забронированный объём при сохранении хорошей защищённости, а также увеличить скорострельность на протяжении всего боя, даже на ходу, в отличие от ручного заряжания.
 Система управления огнём. СУО первичной модификации танка на госиспытаниях, проводившихся до 1990 года, показала очень высокие боевые возможности, во многом оставшиеся непревзойдёнными до презентации в 2015 Т-14 (число реальных целей, поражаемых эффективно в реальных условиях в минуту, так и не было превзойдено, хотя в упрощённых условиях, оторванных от близости к боевой обстановке, ряд ОБТ достигал большего числа целей в минуту). СУО «Калина» танка Т-90МС дала дополнительные новые преимущества над мировыми аналогами.
 Применение дистанционно-управляемой зенитной пулемётной установки (на многих основных танках других стран зенитная пулемётная установка управляется вручную).
 Отсутствует полноценная автоматизированная ТИУС и БИУС (кроме Т-90АК (СК), Т-90СМ), которая бы объединила все электронные системы танка в единую сеть, позволяла экипажам видеть всю боевую обстановку и состояние техники, а также передавать и получать информацию в реальном времени.
 Отсутствие панорамного прицела командира, оснащённого ТВП каналом, вследствие чего поиск и обнаружение целей командиром затруднён. На Т-90АМ (СМ) эта проблема решена.
Защищённость и живучесть
 Динамическая защита «Контакт-5» и комплекс оптико-электронного подавления «Штора-1» в совокупности с пассивной бронёй защищает танк от большинства современных противотанковых средств, включая кумулятивные и подкалиберные снаряды и управляемые ракеты. Возможно применение ВДЗ «Реликт», существенно повышающее защищённость танка.
 Надёжная защита лба башни и корпуса. Обеспечивается за счёт большой толщины бронирования лобовых деталей, их углом наклона, а также наполнителем и наличием встроенной динамической защиты.
 Хорошая защита крыши. Крыша башни выполнена сварной из отдельных сварных деталей (только на танках со сварной башней), что снижает жёсткость при воздействии ОФС. Также крыша защищена ДЗ от боеприпасов, атакующих танк с верхней проекции.
 Хорошая защита бортов корпуса в сравнении с некоторыми зарубежными танками. Обеспечивается бронёй 80-70 мм, что значительно больше, чем на иностранных ОБТ, а также наличием секций ВДЗ в передней части корпуса. На Т-90СМ установлены ещё более совершённые бортовые экраны с ДЗ. Как и на всех ОБТ, установлен фальшборт вдоль всего корпуса. На Т-90, кроме МС, его основа — резинотканевая лента, что очень эффективно на сложнопересечённой местности, в отличие от ОБТ стран НАТО и как на ОБТ многих других стран. Жёсткие фальшборта сминает и отрывает при контакте с грунтом на скорости, притом, значительными кусками. Мягкий фальшборт, не разрушаясь, огибает преграды.
 Недостаточная защита членов экипажа от детонации боекомплекта (отсутствует «мокрая» боеукладка или размещение снарядов в защищённых индивидуальных контейнерах, как, например, на танках «Челленджер 2» и «Меркава»). Тем не менее, горизонтальное расположение снарядов и зарядов в АЗ (в отличие от МЗ у Оплот и Т-64/80) ниже погона башни считается самым безопасным вариантом хранения БК, АЗ всех версий Т-90, начиная с Т-90А, имеет локальное бронирование (окончательно проблема живучести танка была решена на Т-90СМ, в котором немеханизированная часть БК вынесена в забашенную нишу с вышибными панелями, а АЗ имеет усиленное локальное бронирование).
Подвижность
 Относительно небольшая масса и размеры, что способствует стратегической подвижности, хорошей проходимости и меньшей заметности на поле боя.
 Единственный танк, полностью прошедший испытания пробегом в Саудовской Аравии (а также без поломок). А также единственный танк вообще, прошедший испытания в Малайзии, прошедший испытания в Индии (3 часа на извлечение, ремонт, установку двигателя, в 1 танке из 3). Единственный прошедший все испытания без нареканий в 2014 в отличие от Леклерк, Абрамс, Леопард в условиях Кувейта (Т-90СМ).
 Возможность форсирования водных преград глубиной до 5 метров, в то время, как, например, оборудование для форсирования водных преград танка М1 «Абрамс» позволяет преодолевать водные преграды не более 2 метров в глубину.
 Трудоёмкость замены двигателя. На Т-90АМ (СМ) эта проблема решена, установлена моноблочная силовая установка.

## Галерея

Т-90А на международном форуме «Технологии в машиностроении 2012»
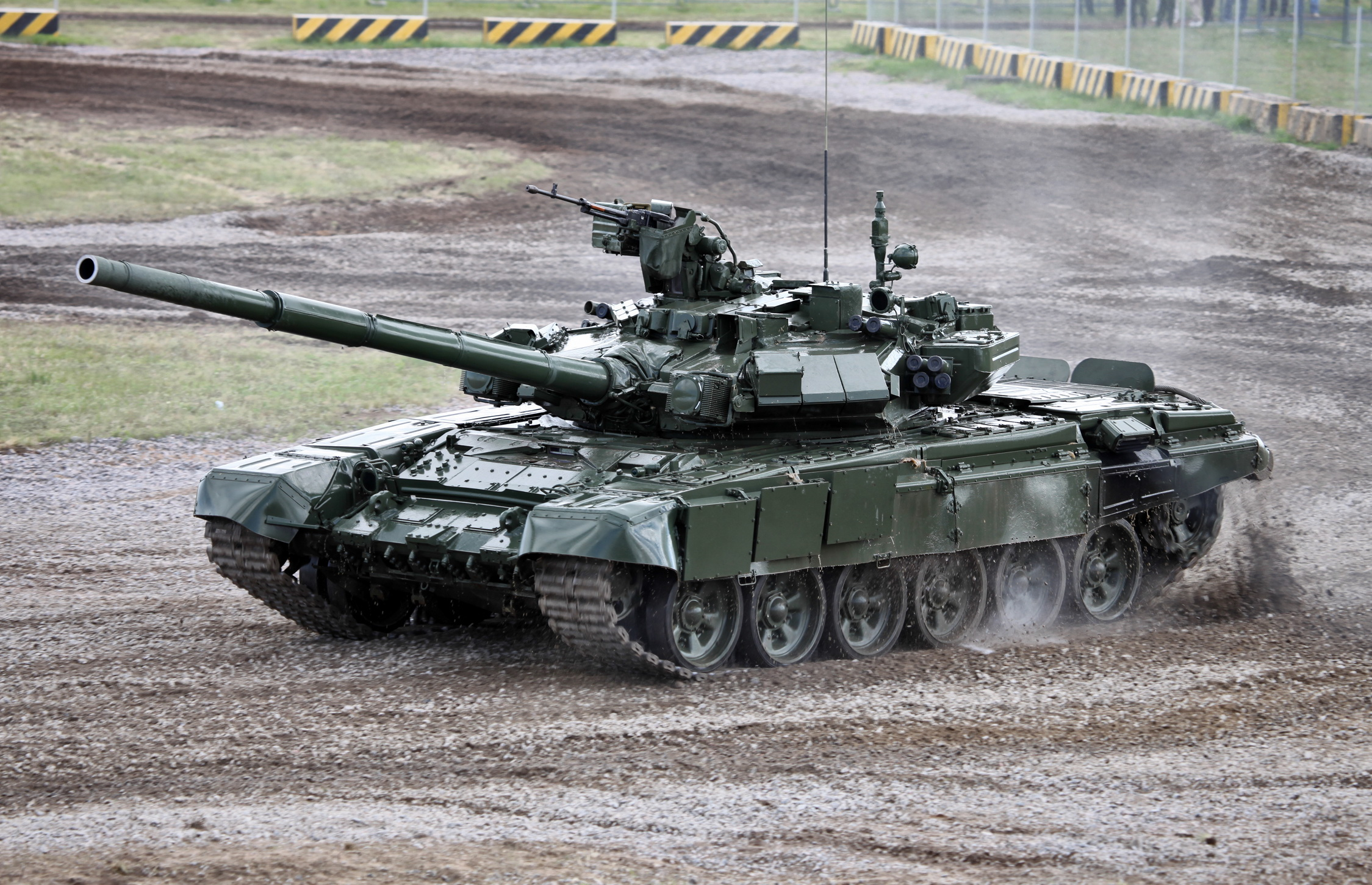
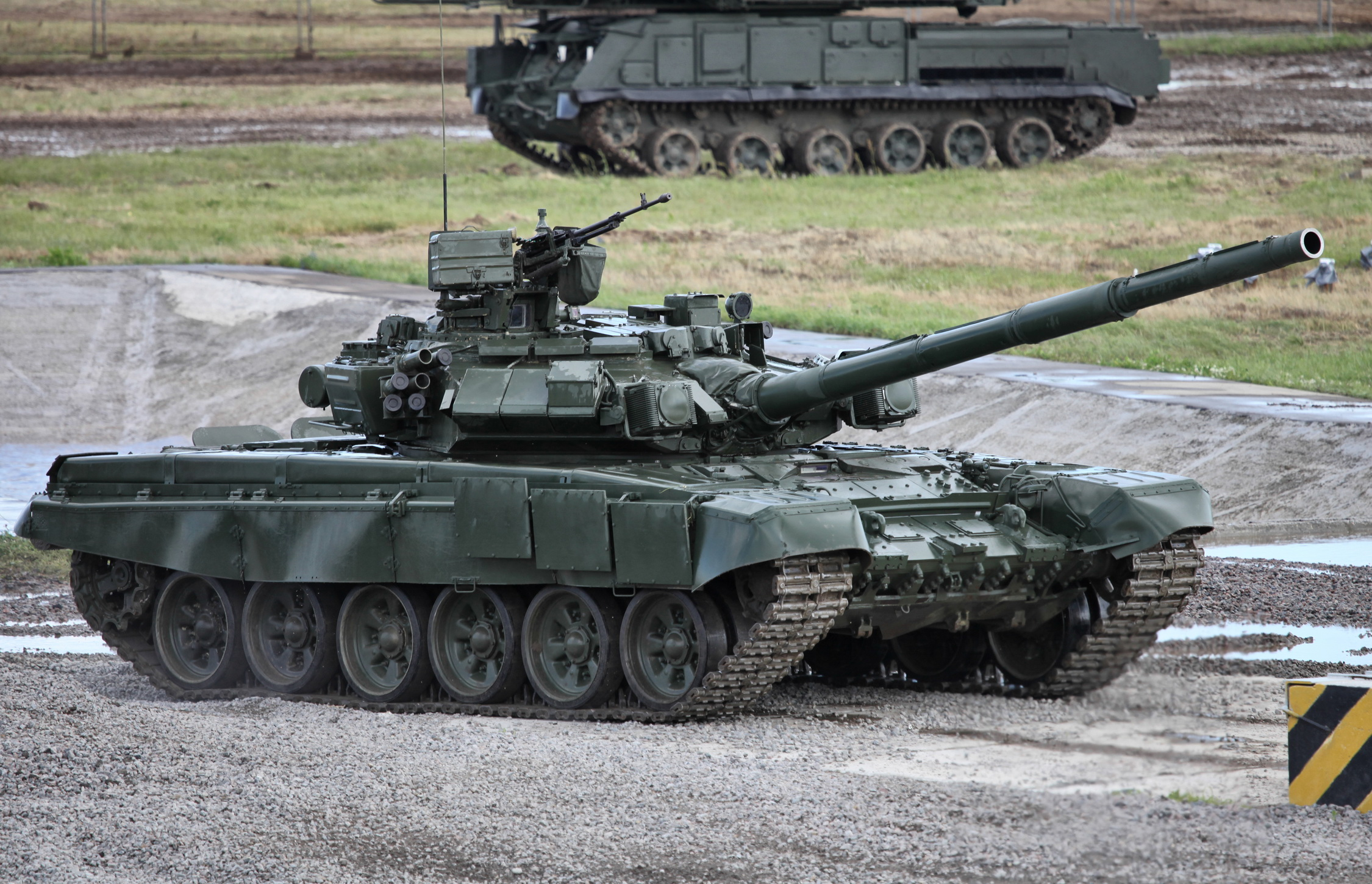
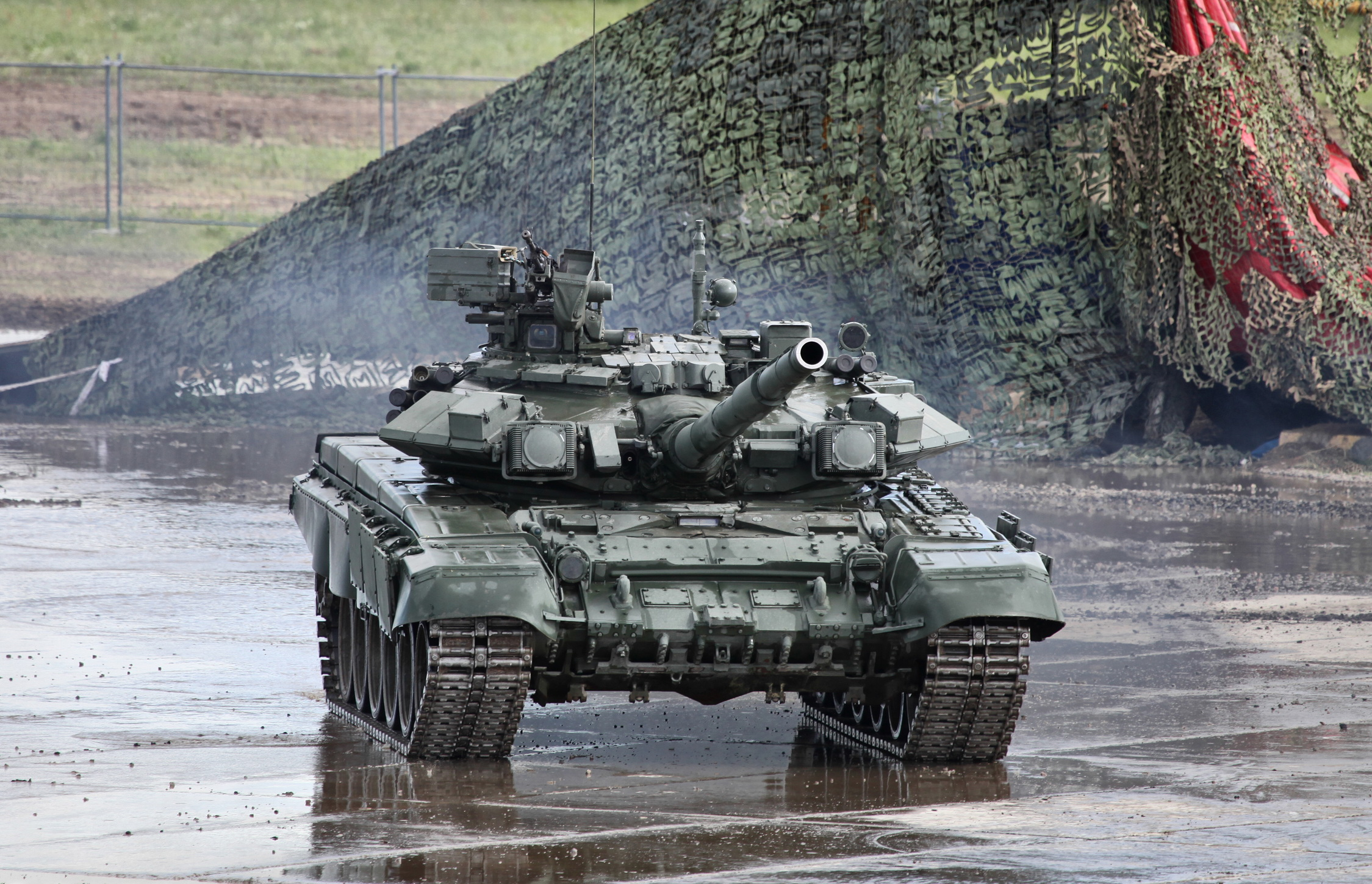
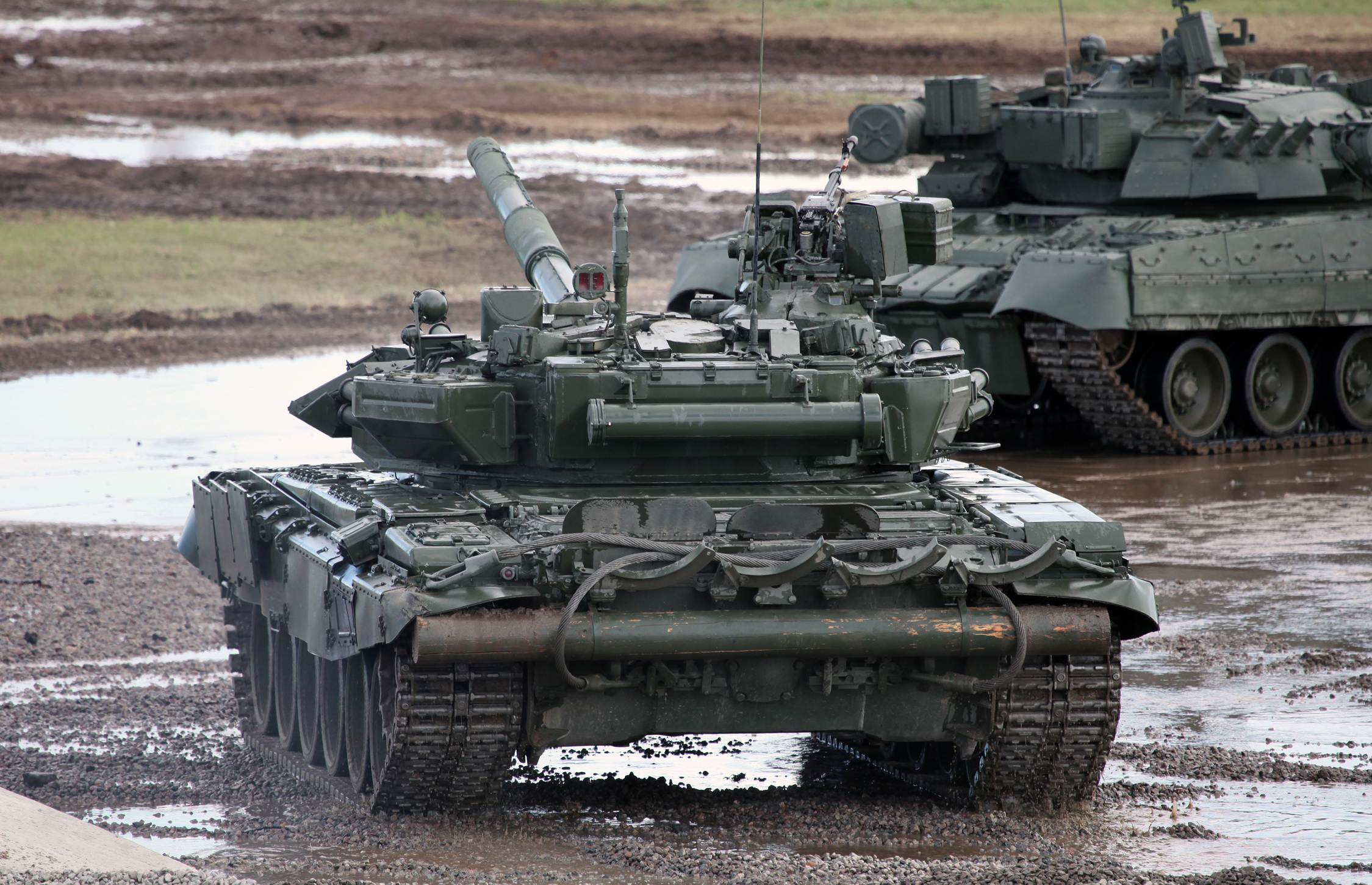
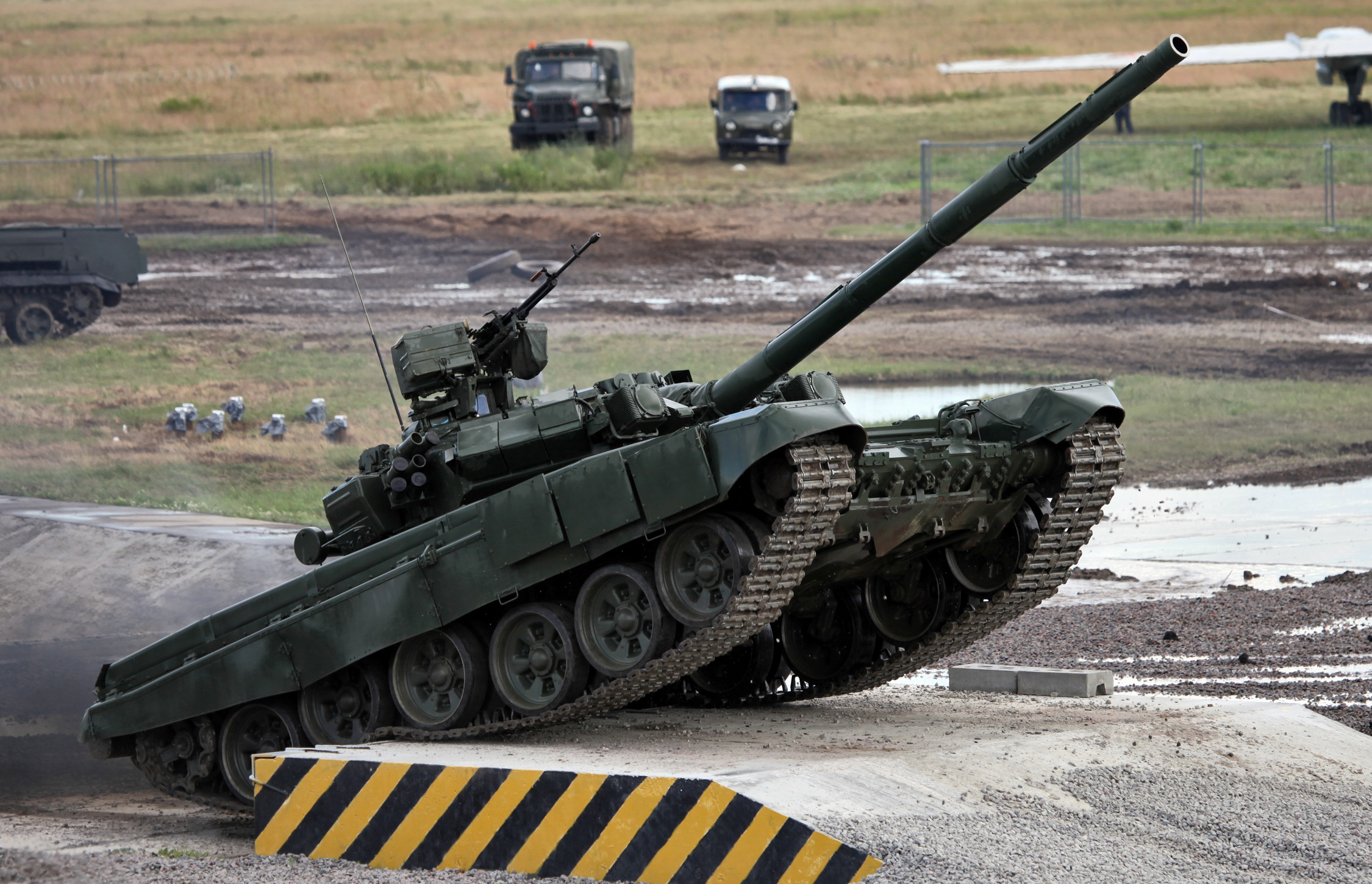
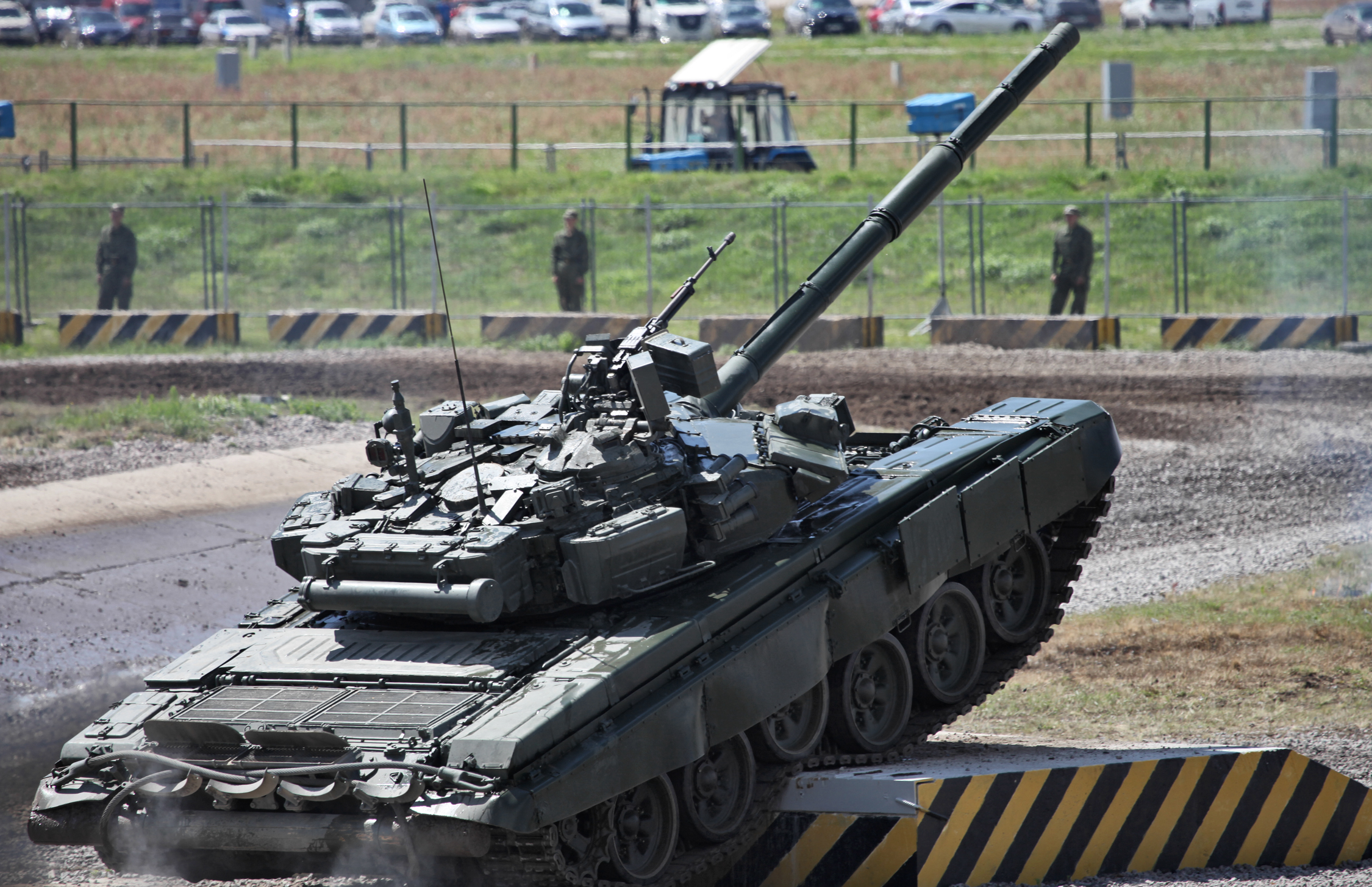